# Opole
Pour les articles homonymes, voir Opole (homonymie).

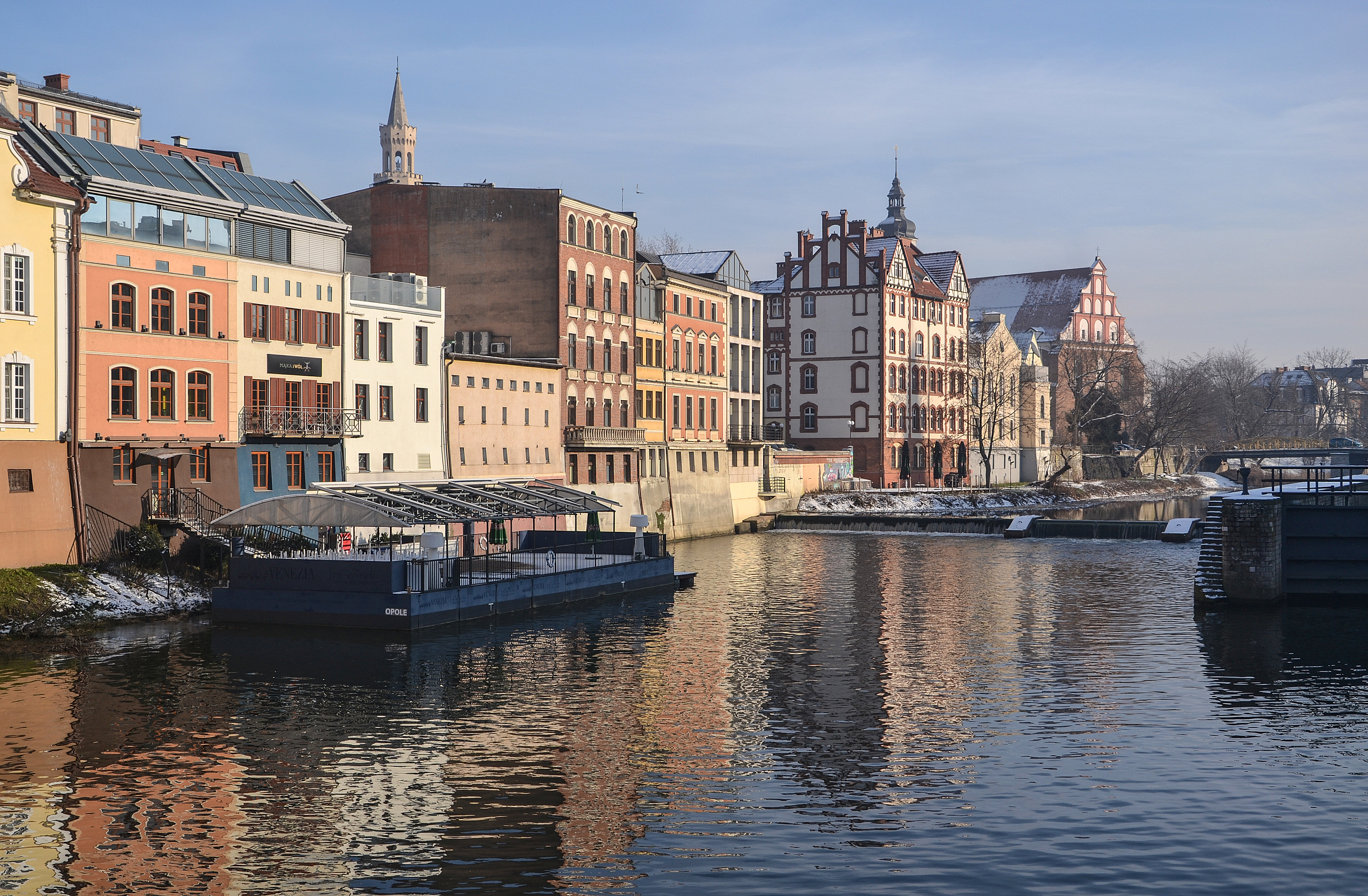
Le canal Młynówka à Opole. Février 2021.

Opole (prononcé en polonais : /ɔˈpɔlɛ/ ; en silésien : Uopole ; en allemand : Oppeln, /ˈɔpəln/) est une ville du sud de la Pologne, capitale de la voïvodie du même nom. Opole est une ville-powiat et est le chef-lieu du powiat d'Opole sans se trouver sur son territoire. Avec 127 387 habitants en 2021, il s'agissait de la vingt-deuxième plus grande ville polonaise.
Opole se situe dans la plaine silésienne, le long de l'Oder, à environ 270 km de Varsovie et à environ 40 km de la frontière Tchèque.
Fondée au Xe siècle, la ville est pourvue des libertés et privilèges relatifs au droit de Magdebourg en 1217, sous le règne de Casimir Ier d'Opole, seigneur de la dynastie des Piasts, dont Opole est une place forte. À l'époque de la Renaissance, la ville profite de sa position avantageuse, à la croisée de plusieurs routes commerciales, et devient un centre économique régional majeur, à la frontière entre sphères germaniques et polonaises. En 1655, l'invasion suédoise de la Pologne pousse le roi Jean II Casimir Vasa et sa cour à se retirer à Opole, d'où le souverain publie un manifeste appelant tous les Polonais à la guerre contre l'envahisseur. En 1668, Opole passe aux mains des Habsbourg avant d'être rattachée à la Prusse par le traité de Breslau (1742). Rebaptisée Oppeln, elle est intégrée à l'Empire allemand en 1871. La ville ne redeviendra polonaise qu'en 1945 à la suite de la conférence de Potsdam et retrouvera son nom polonais d'origine.
Son histoire mouvementée a façonné l'architecture de la ville et ses nombreux monuments, à la fois d'inspiration polonaise et allemande. La population d'Opole fut toujours un mélange de polonais et d'allemands, ce qui demeure encore aujourd'hui, la voïvodie d'Opole comptant une importante minorité allemande et plus de 100 000 germanophones.
Il existe quatre établissements d'enseignement supérieur dans la ville, totalisant plus de 25 000 étudiants. Le Festival national de la chanson polonaise a lieu dans la ville annuellement depuis 1963, le plus important de ce type en Pologne.

## Histoire

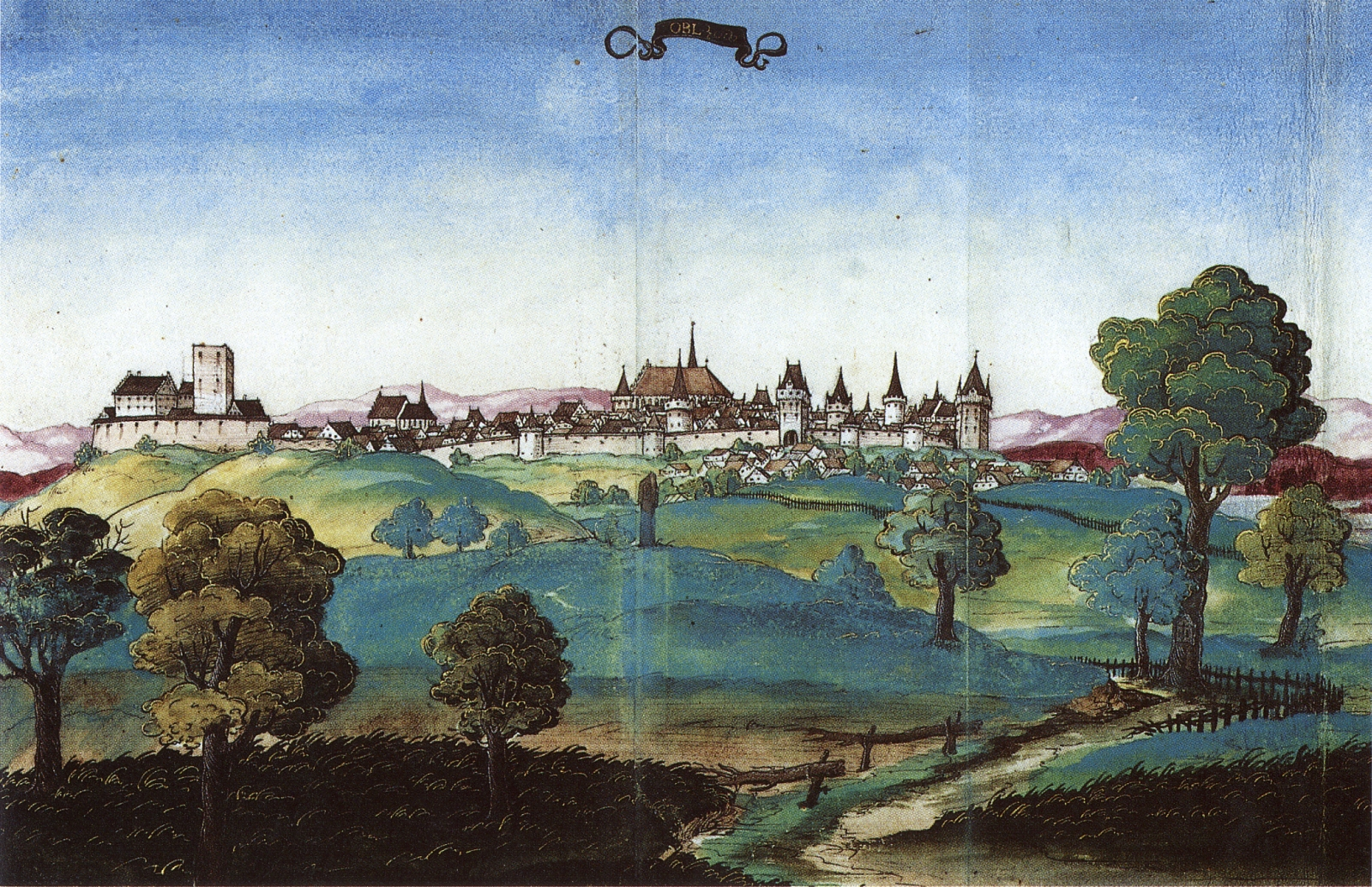
Plus ancienne vue connue d'Opole (1535)

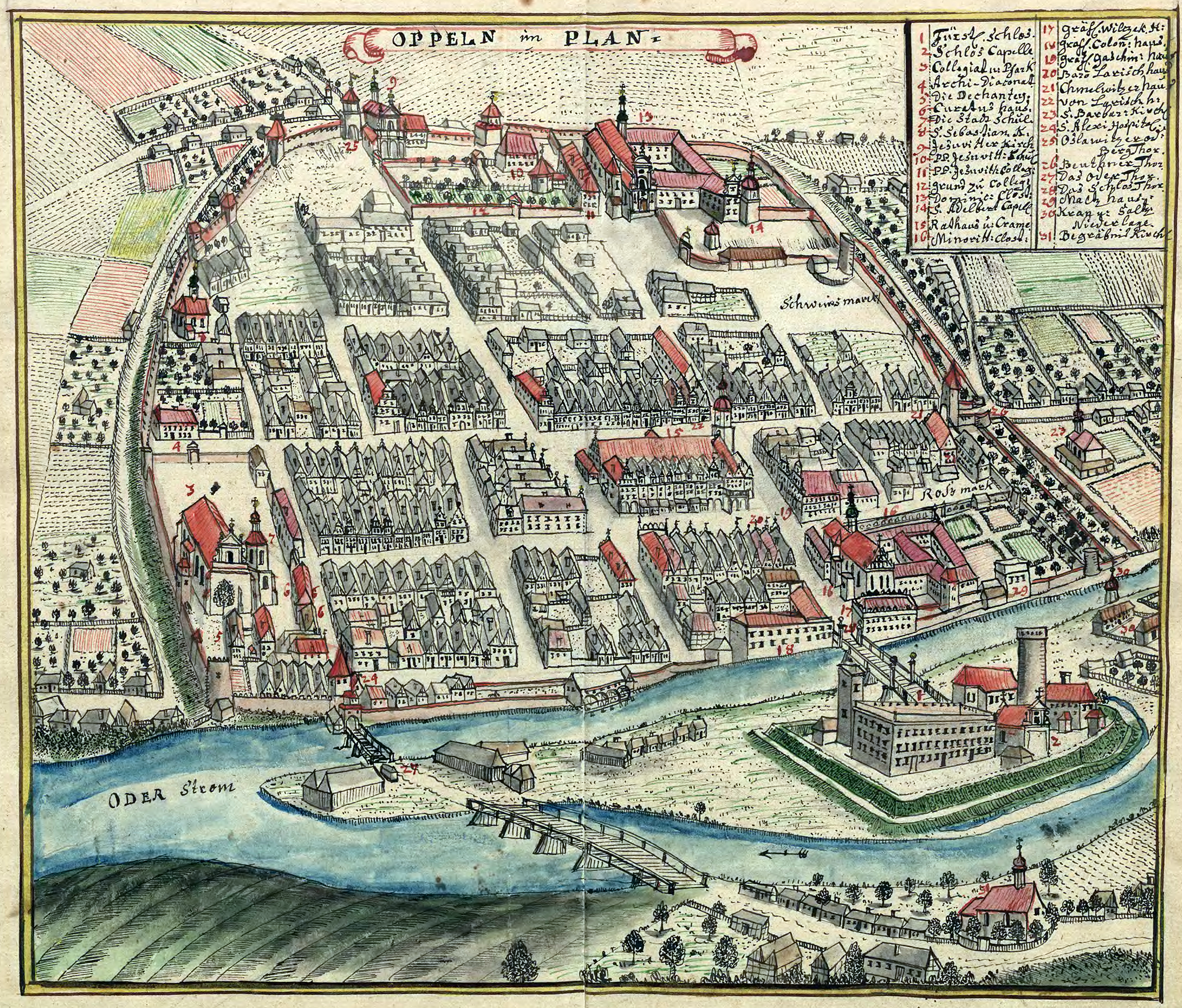
Vue d'Opole au XVIIIe siècle

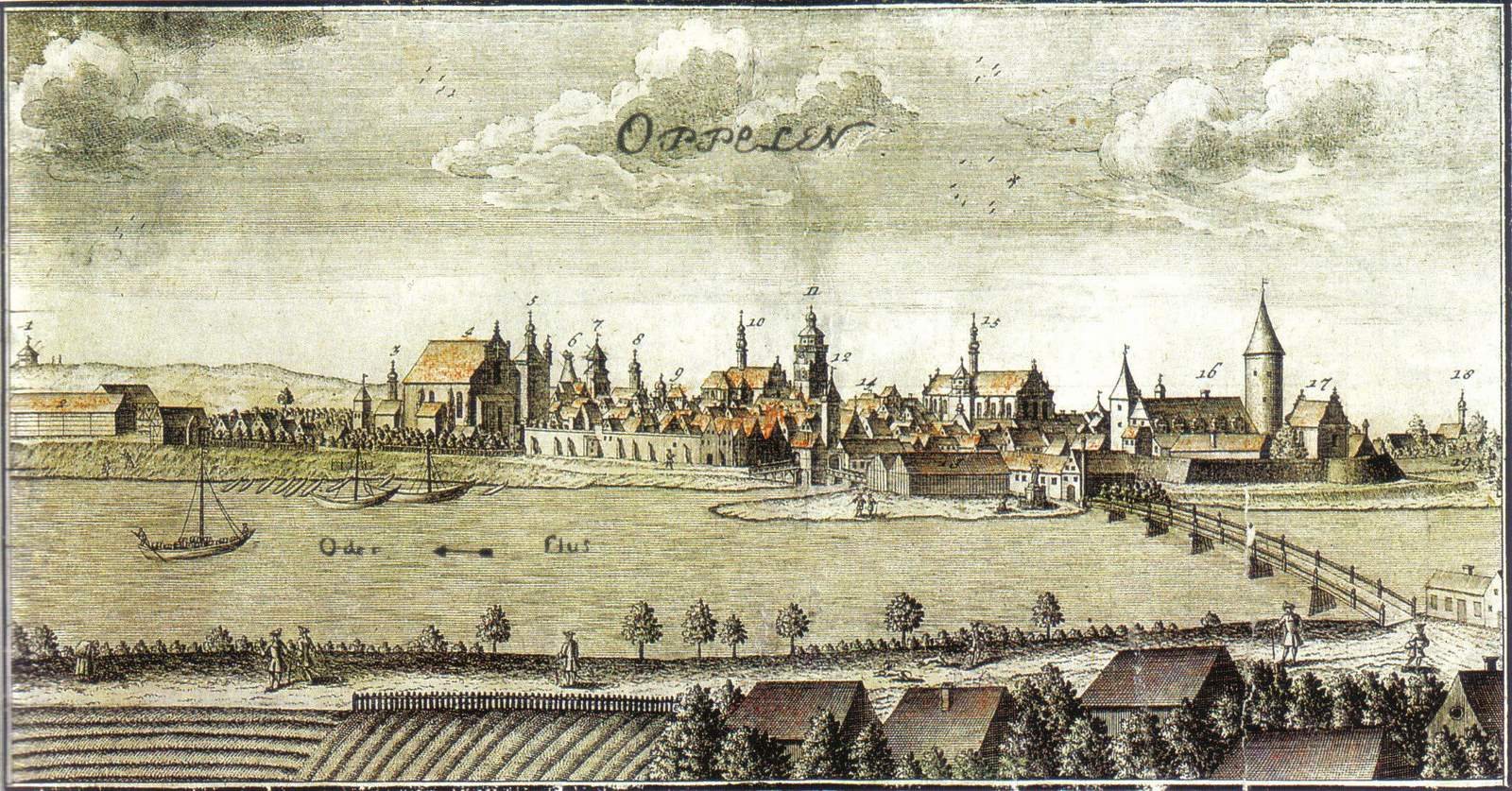
Représentation d'Opole dans une gravure de 1734

### Les origines de la ville
La région d'Opole fut le berceau de la tribu des Opolans, une tribu slave appartenant au groupe des slaves occidentaux. La première mention d'Opole date de 845 dans une note d'un géographe bavarois anonyme, Descriptio civitatum et regionm ad septentrionalem plagam Danubii, écrite pour Louis le Germanique. En 985, la Silésie et Opole furent annexées à la Pologne par Mieszko Ier. À la suite de l'invasion par Bretislav en 1039, Opole passa sous domination tchèque pendant 11 ans. Casimir Ier le Restaurateur reprit la région en 1050.

### Le Duché d'Opole
Par le testament de Boleslas III Bouche-Torse en 1138, la Silésie fut accordée comme duché héréditaire au fils aîné du prince, Ladislas II le Banni, qui donna naissance à la lignée des Piasts silésiens. En 1179, le duché d'Opole est séparé du reste de la Silésie. À partir de 1211, le Duché est dirigé par Casimir Ier d'Opole. En 1228, il entreprend la construction d'un château en briques à l'emplacement de la place forte. Au XIIIe siècle, le château fut agrandi par Bolko Ier et au milieu du XIVe siècle, la tour Piast, conservée jusqu'à nos jours, fut construite. En 1236, un monastère franciscain est créé, toujours actif de nos jours.
Lors de la bataille d'Opole en 1241, les Mongols brûlèrent les environs de la ville. Dans la seconde moitié du XIIIe siècle, la ville est devenue un important carrefour commercial sur la route de Wrocław à Cracovie. Le 7 avril 1348, Opole fut officiellement incorporée au Saint Empire romain germanique par l'empereur Charles IV. En 1350, la population de la ville était d'environ 2300 habitants.

### La domination desHabsbourg
En 1474, Opole fut assiégée par les troupes du roi polonais Casimir IV Jagellon, en raison du soutien apporté par Nicolas Ier d'Opole au roi hongrois Matthias Corvin. Après la mort du dernier Piast, le Duc Jean II le Bon, en 1532, l'empereur Ferdinand Ier de Habsbourg céda la région d'Opole aux Hohenzollern de la lignée d'Ansbach pour 20 ans, puis la principauté passa sous la domination directe des Habsbourg. En 1552, la reine hongroise Isabelle Jagellon devint la nouvelle souveraine d'Opole, en tant que vassale de l'empereur Ferdinand Ier de Habsbourg.
En 1565, la population juive est expulsée d'Opole. Le 28 août 1615, un incendie détruit une grande partie de la ville. En 1655, le roi polonais Jean II Casimir Vasa, avec son épouse et toute la cour, vint à Opole pour se protéger de l'invasion suédoise de l'état polono-lituanien. Après avoir reçu la nouvelle de la victoire décisive à Krosno (7 décembre 1655), le roi quitta la ville le 18 décembre 1655.

### L'annexion par laPrusse
À la suite du déclenchement des trois guerres de Silésie entre l'État des Habsbourg et le royaume de Prusse, les troupes prussiennes entrèrent à Opole. Après la paix de Breslau en 1742, mettant fin à la première guerre de Silésie, la ville fut rattachée à la Prusse et les juifs purent s'y réinstaller. A cette époque, Opole était la troisième plus grande ville de Haute-Silésie, après Prudnik et Racibórz.
Pendant la guerre de Sept Ans, la ville est capturée à deux reprises par les Autrichiens (1757, 1762) et par les Russes (1761). Le traité d'Hubertsburg laisse Opole sous domination prussienne. De 1807 à 1808, pendant les guerres napoléoniennes, les français occupent la ville. La première bibliothèque publique de la ville est créée en 1824. En 1828, le journal officiel de la ville Stadtblatt für Oppeln, rebaptisé plus tard Oppelner Stadtblatt, commence à paraître. En 1843, la première ligne ferroviaire de Silésie partait de Wrocław pour atteindre Opole. En 1862, la ville est équipée de 140 lampadaires à gaz. En 1910, un parc paysager est créé sur l'île Bolko, toujours existant.

### Les deux guerres mondiales

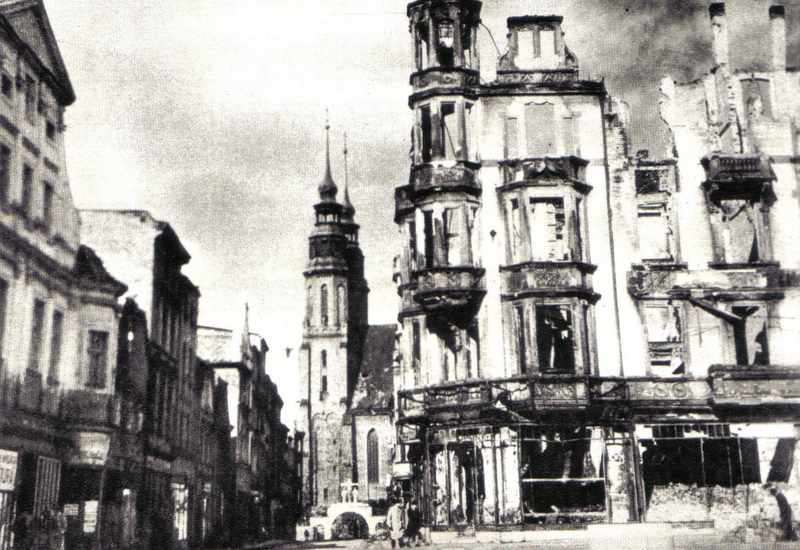
Le Rynek en 1945, au lendemain des combats, avec la Cathédrale en fond

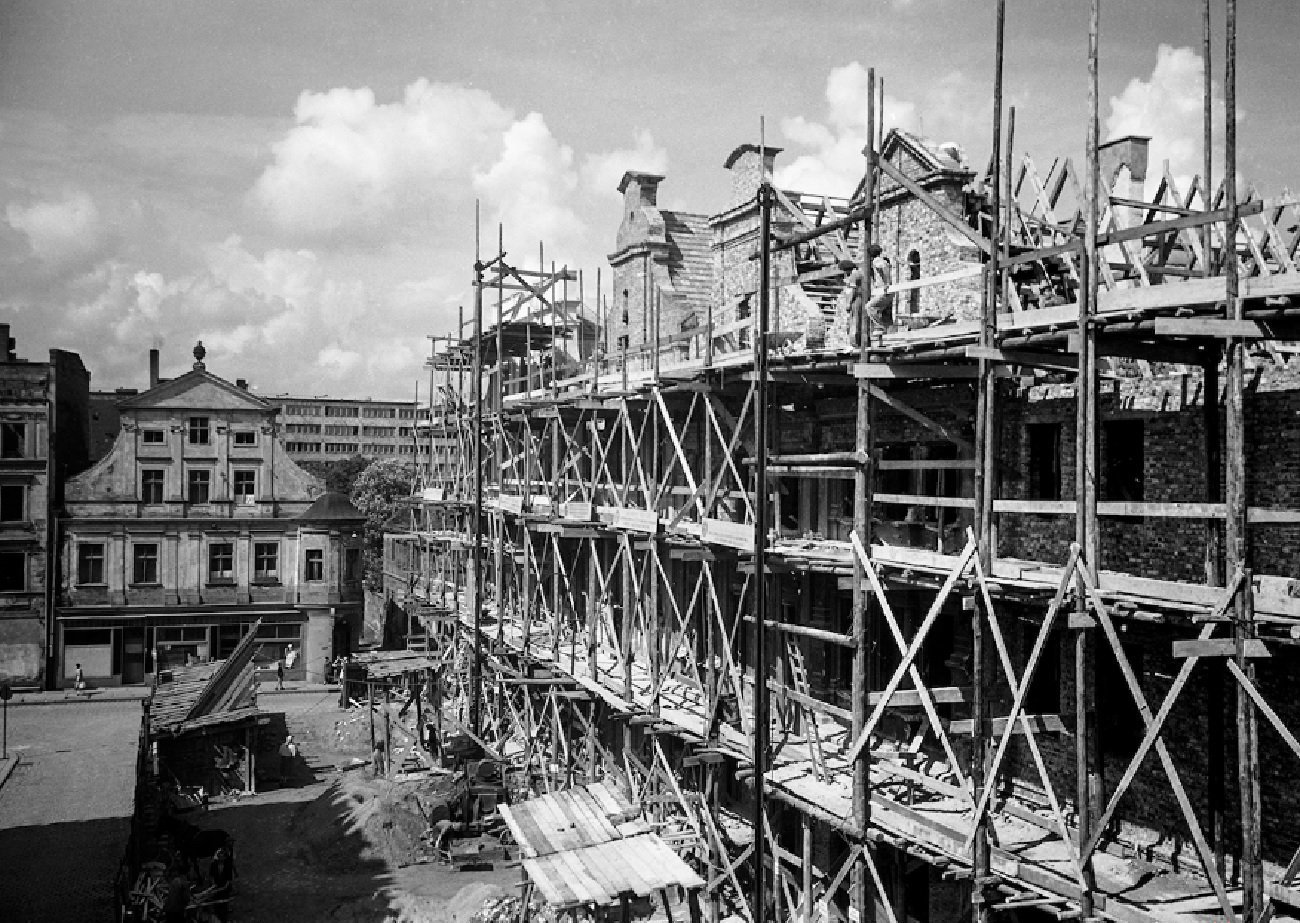
Reconstruction d'immeubles sur le Rynek (1951)

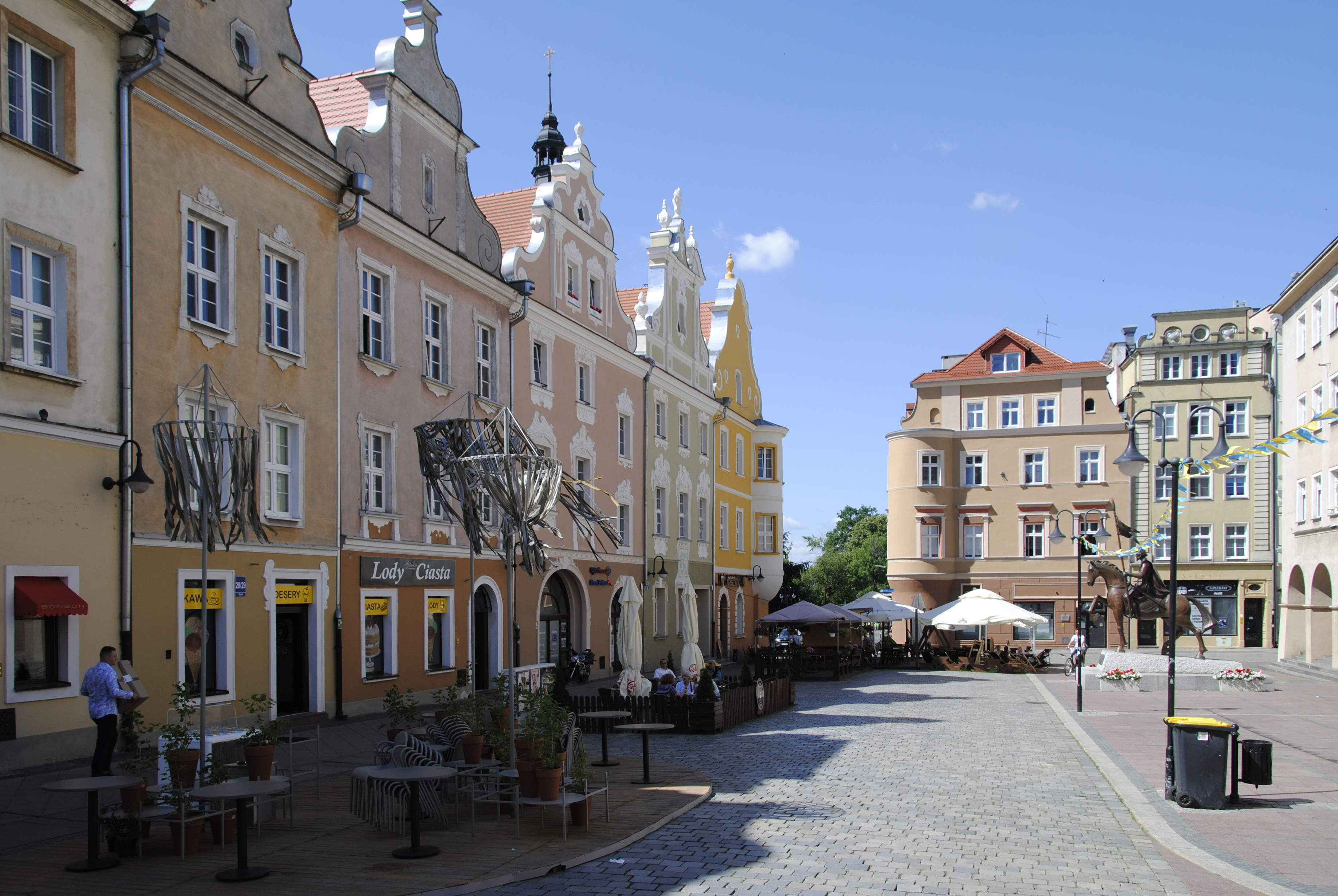
Le Rynek en 2019

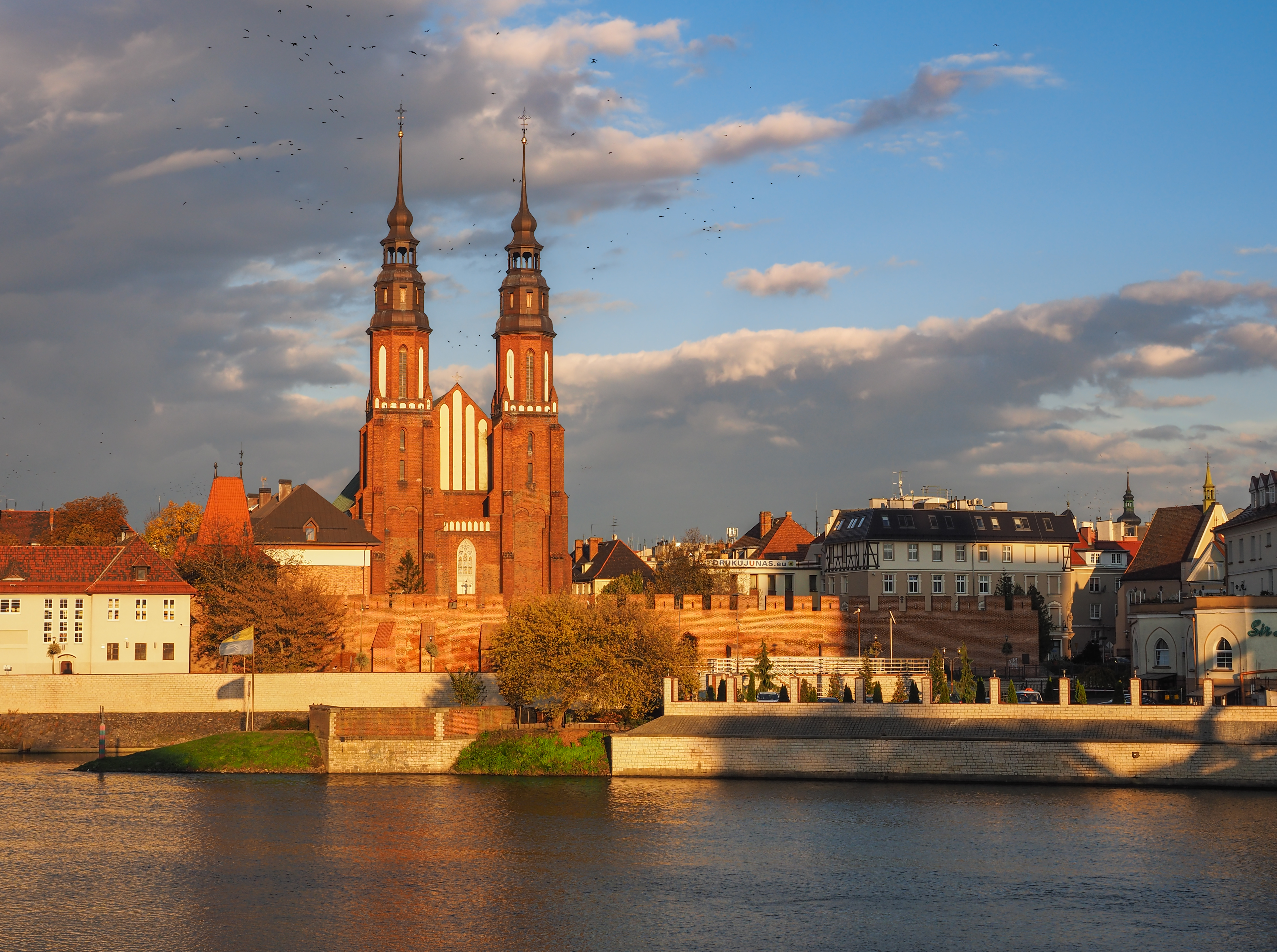
La cathédrale d'Opole

Pendant la première guerre mondiale, les hommes d'Opole mobilisés combattent au sein du 4e régiment d'infanterie de Haute-Silésie (section n° 63) et sont envoyés sur tous les fronts : en Lorraine , en Champagne, près de Daugavpils, dans le Tyrol du Sud, sur la rivière Piave, en Italie.
Conformément au traité de Versailles, la région d'Opole est occupée par les troupes françaises en attente du plébiscite sur l'autodétermination de la Silésie, le 21 mars 1921, où la population doit choisir entre un maintien dans l'Allemagne ou un rattachement à la Pologne. Avec plus de 60% des voix, au total, pour un maintien dans l'Allemagne (et 90% à Opole même), la région reste allemande. Les habitants polonais suspectent des fraudes et des insurrections éclatent. De 1923 à 1933, le maire d'Opole est Michael von Matuschka, plus tard instigateur d'un attentat contre Adolf Hitler. Lors des dernières élections libres du Reichstag, le 6 novembre 1932, le Zentrum chrétien-démocrate obtint 35,9 % des voix, devançant ainsi le NSDAP nazi (26,8 %), le KPD (16,8%) et le SPD (9,1%).
En 1934, lors de travaux de rénovation de la mairie, la tour de l'hôtel de ville s'effondre. Mais celui-ci fut reconstruit deux ans plus tard. Durant la nuit de cristal, en 1938, la synagogue d'Opole est incendiée et 13 commerces appartenant à des juifs sont saccagés. Une grande part de la population juive quitte la ville et émigre en Palestine ou aux États-Unis. Les autres seront déportés, entre 1942 et 1943, vers les camps d'Auschwitz et de Theresienstadt.
En 1944, la ville est bombardée régulièrement par des avions américains. Le 17 janvier 1945, l'évacuation est décrétée face à l'avancée des troupes soviétiques à l'est. En 4 jours, 58 000 personnes quittent la ville, en direction de Kłodzko ou de Wrocław. Le 22 janvier, le général von Pfeil, incapable de tenir Opole, se suicide. Son successeur, le général Fritz Gräser, ordonne de se retirer au-delà de l'Oder vers une nouvelle ligne de défense et abandonne la ville, qui ne compte plus que 600 habitants. Le 24 janvier 1945, l'Armée rouge s'empare de la majeure partie d'Opole mais la Wehrmacht tient la rive gauche jusqu'en mars. De nombreux viols sont commis durant cette période. À la suite des accords de Potsdam, la ville réintègre la Pologne.

### Le retour à laPologne

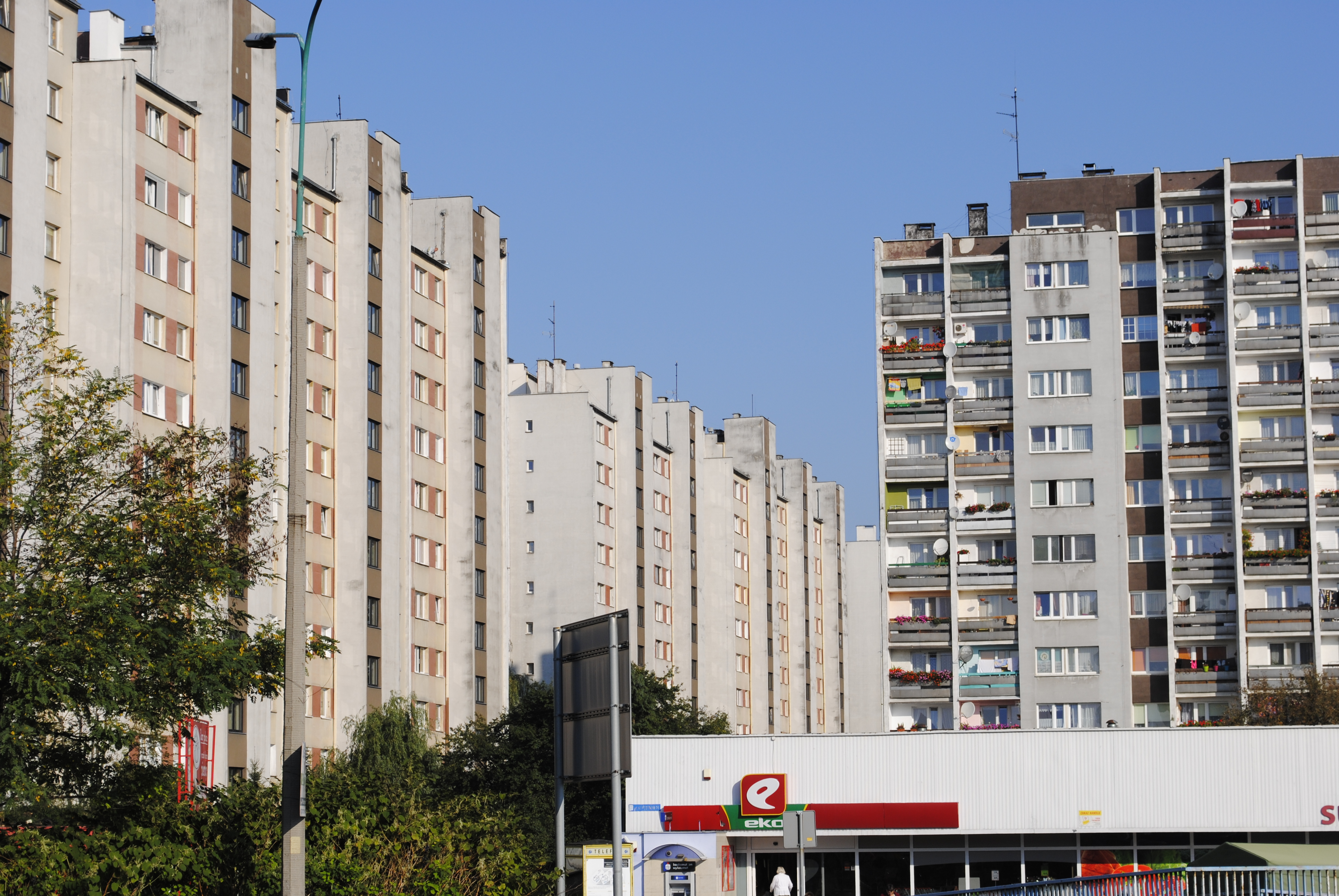
Architecture socialiste dans le quartier de Zaodrze (années 1970)

En 1945, Opole a une fois de plus réintégré la Pologne mais conserve une minorité de population de langue allemande, ayant prêté serment de fidélité à l'état polonais. Le 15 septembre 1946, la Fête des récoltes de Silésie a lieu à Opole sous la direction du président Bolesław Bierut et du vice-Premier ministre Władysław Gomułka, les deux hommes forts du régime, devant 300 000 délégués du PZPR (Parti Communiste) venus de tout le pays.
En 1946, les Allemands refusant d'abandonner leur citoyenneté furent expulsés par les autorités polonaises locales ou déportés vers des camps de travail dans la région, notamment à Łambinowice. L'administration polonaise a effacé les traces du passé allemand : les noms de rues et d'entreprises ont été remplacés par des noms polonais et les fonds des bibliothèques ont été détruits. Jusqu'au changement politique de 1989, L'allemand n'était plus enseigné dans les écoles.
Le 10 juillet 1997, la crue historique de l'Oder entraine d'importants dégâts. Afin de protéger le patrimoine historique du centre-ville, les digues de l'Oder sont dynamitées par l'armée afin que l'eau s'écoule vers le quartier plus récent de Zaodrze, sur la rive gauche du fleuve. Les dégâts sont considérables et entrainent la construction de nouvelles digues et de canaux de dérivation.

## Politique et administration

### Armoiries et drapeau

Drapeau de la ville d'Opole avec armoiries

Les armoiries de la ville d'Opole sont ainsi : en bleu à droite un demi aigle royal et à gauche une croix demi trèfle doré appuyée contre lui. Le bouclier est couronné d'une couronne murale à cinq pinacles. Ces couleurs héraldiques sont également les couleurs de la ville et se retrouvent dans le drapeau de la ville d'Opole. Il s'agit de deux bandes horizontales avec la couleur or en haut et la couleur bleue en bas.
Un sceau du XIIIe siècle contient la plus ancienne représentation connue des armoiries de la ville d'Opole. Elle a été créée comme une combinaison des armoiries des Piasts d'Opole et de la Sainte-Croix, qui ont donné son nom à la cathédrale de la Sainte-Croix.

### Maires d'Opole
- 1809: Josef Storch
- 1812: Jäkel

Quartiers d'Opole

- 1818–1841: Wilhelm Leopold Augustini
- 1841–1853: Franz Goretzki
- 1853–1855: Ernst Mouillard
- 1855–1871: Franz Goretzki
- 1872–1880: Wilhelm Goetz
- 1881–1892: Paul Trentin
- 1892–1904: Arthur Pagels
- 1904–1928: August Neugebauer
- 1928–1933: Ernst Berger
- 1934–1943: Konrad Leuschner
- 1945–1946 Maksymilian Tkocz
- 1946: Wilhelm Szafarczyk
- 1947–1948: Franciszek Gwiazda
- 1948–1952: Lucjan Skalski
- 1952–1953: Leonty Ogryzko
- 1953–1965: Karol Musioł
- 1965–1968: Henryk Tabor
- 1968–1969: Jan Radomański
- 1973: Franciszek Florkiewicz
- 1973–1974: Szymon Lachowicz
- 1975–1978: Feliks Hajduczek (PZPR)
- 1978–1982: Bronisław Błotnicki (PZPR)
- 1982–1986: Edward Bochyński (PZPR)
- 1986–1990: Tadeusz Berka (PZPR)
- 1990–1994: Jacek Kucharzewski (UD)
- 1994–2001: Leszek Pogan (SLD)
- 2001–2002: Piotr Synowiec (PO)
- 2002–2014: Ryszard Zembaczyński (PO)
- Depuis 2014: Arkadiusz Wiśniewski (PO)

## Économie

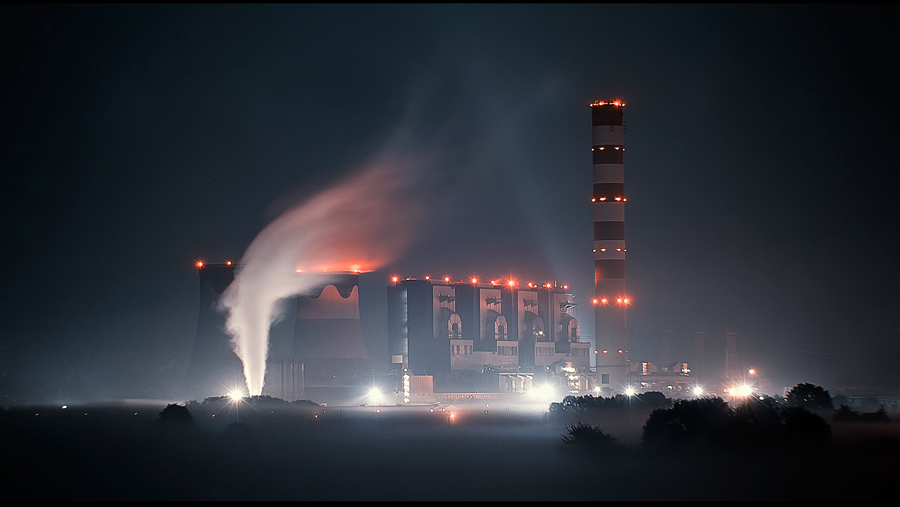
Centrale électrique au charbon d'Opole

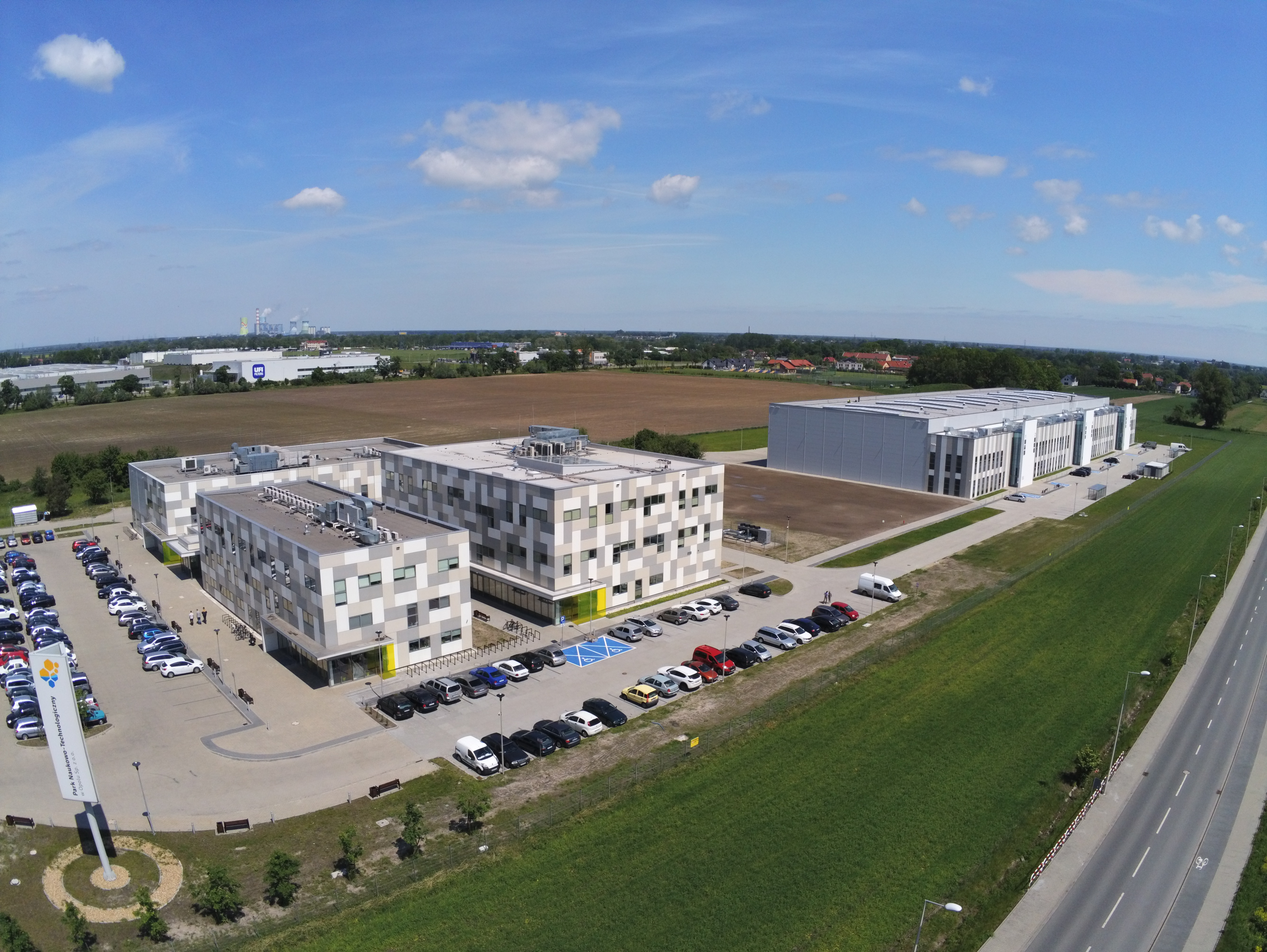
Parc Scientifique et Technologique d'Opole

En raison de la présence d'importants gisements de calcaire dans les environs, Opole fut un centre majeur de production de ciment pour l'Allemagne au début du XXe siècle avec 9 cimenteries en activité en 1930. L'ex-entreprise d'état Cementownia Odra est, de nos jours, la dernière cimenterie active. Le groupe Lafarge dispose de deux usines à Opole, l'une pour sa division toiture Lafarge Roofing et l'autre pour sa filiale Schiedel, produisant des cheminées.
Opole dispose de plusieurs autres implantations industrielles :
- Ahlers, fabricant allemand de mode masculine
- Animex, fabricant polonais de plats cuisinés et charcuteries
- Danone, à travers sa filiale Nutricia, avec une usine de production de lait infantile
- Kludi, fabricant allemand d'accessoires
- Norgips, fabricant polonais de plaques de plâtre
- PGE, producteur polonais d'électricité dispose à Opole d'une centrale au charbon, la troisième plus grande du pays
- Snop Automotive, fabricant polonais de pièces pour l'automobile
- Zott, fabricant allemand de yaourts, leader du marché polonais

Dans le secteur du tourisme, Opole abrite le siège d'Itaka, leader polonais de la réservation en ligne d'hôtels et de séjours touristiques, et de Sindbad, plus grand opérateur de cars inter-villes de Pologne. 
Un parc scientifique et technologique, regroupant une trentaine d'entreprises du secteur IT ainsi qu'un incubateur de start-ups, a été inauguré en 2012 au nord de la ville.
La ville d'Opole compte également cinq centres commerciaux : 
- Le centre commercial Solaris, ouvert en 2009, situé en centre-ville, compte 86 magasins (dont Zara, Bershka, C&A, Intersport, Lidl, Pandora, Yves Rocher...).
- Le centre commercial Karolinka, situé en dehors de la ville, compte 99 magasins sur 38 000 m² de surface de vente (dont Auchan, Decathlon, Leroy Merlin, Sephora, DM, Maxi Zoo...).
- Le centre commercial Turawa Park, plus petit des trois centres commerciaux, compte 50 magasins (dont Carrefour, Action, Sephora...).
- Le centre commercial Ozimska Park, ouvert le 16 novembre 2023 sur le site d'un ancien hypermarché Tesco, compte 32 magasins sur 18 000 m² de surface de vente (dont Kaufland, Jula, Rossmann, Woolworth...).
- Le centre commercial Galeria Opolanin, ouvert en 1981 et alors le plus moderne de Pologne communiste, compte 36 magasins sur 20 000 m² de surface de vente (dont Netto, Action, Jysk, Pepco...).

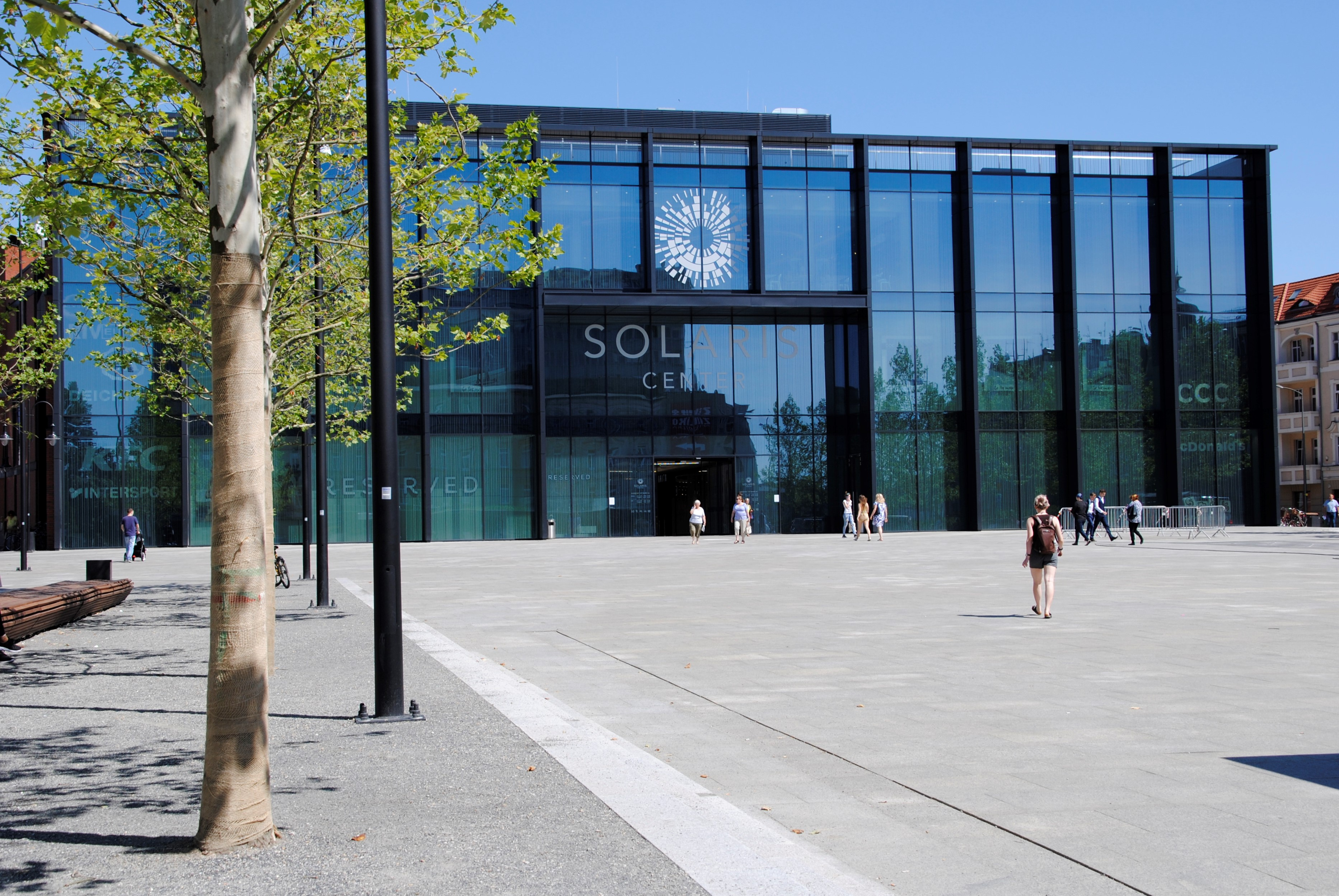
Centre Commercial Solaris, depuis la Place Copernic
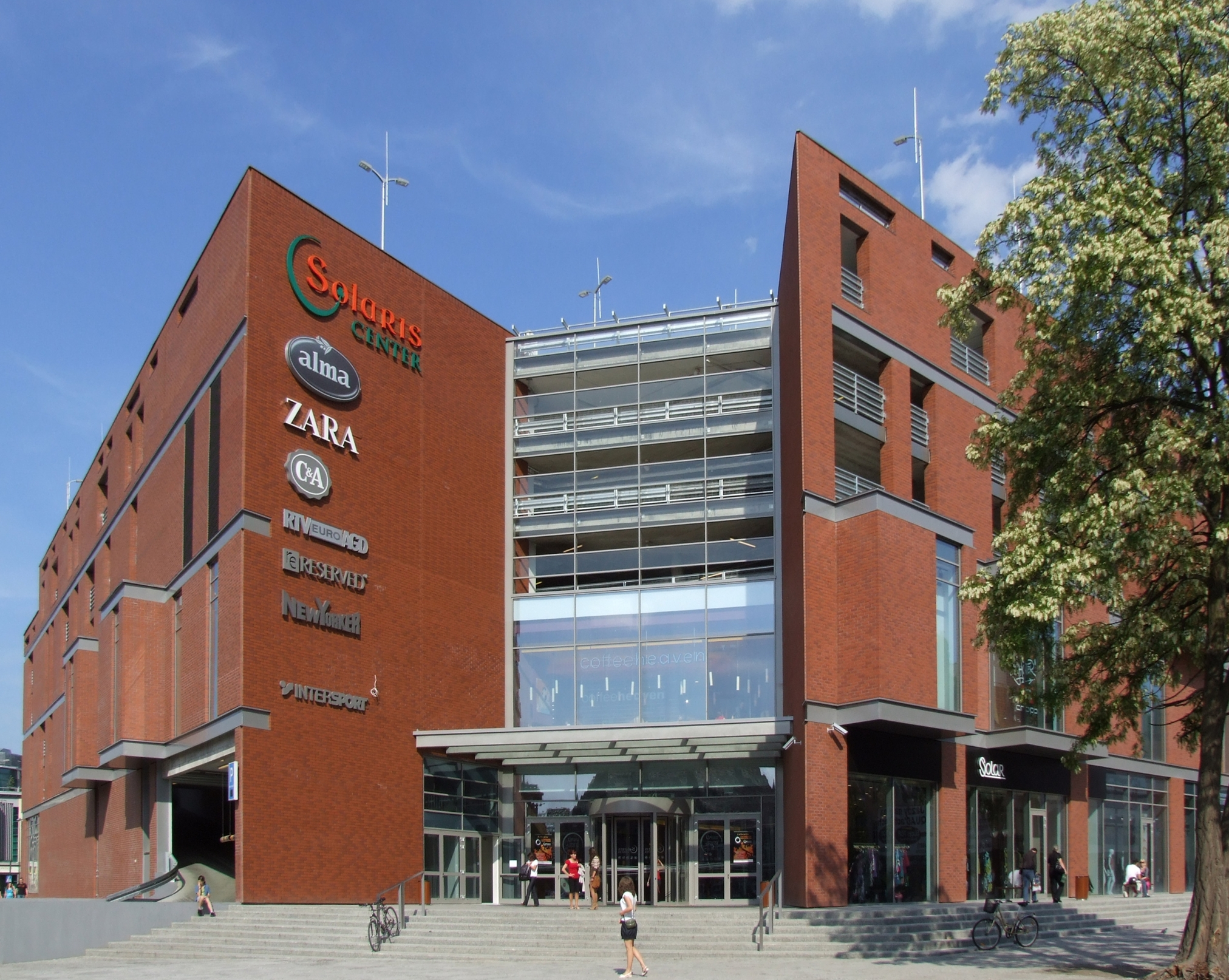
Centre Commercial Solaris, depuis la rue Oleska
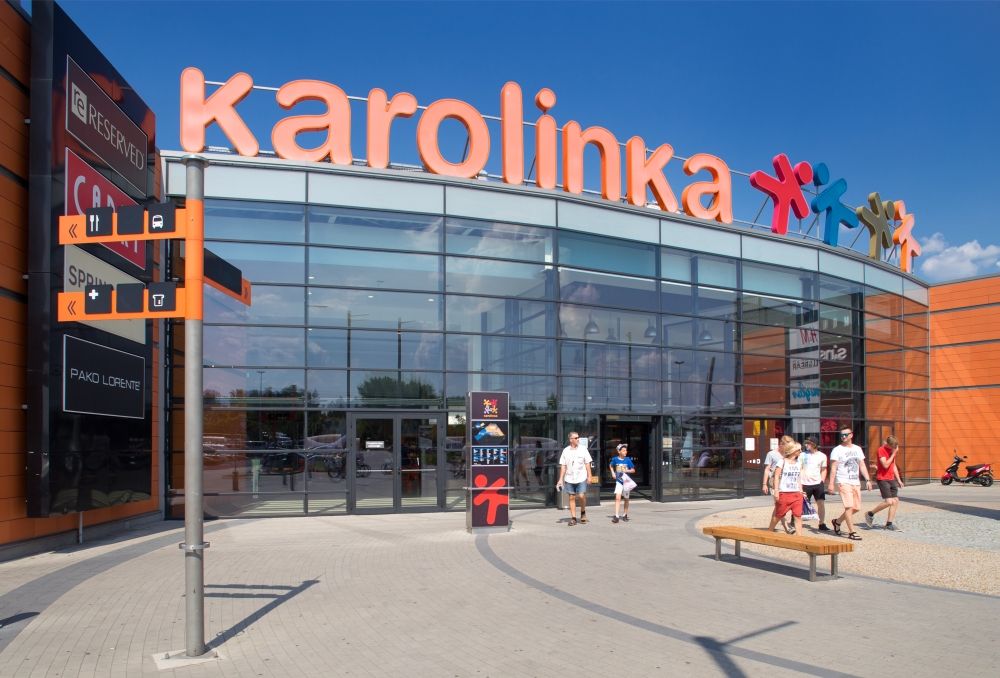
Centre Commercial Karolinka
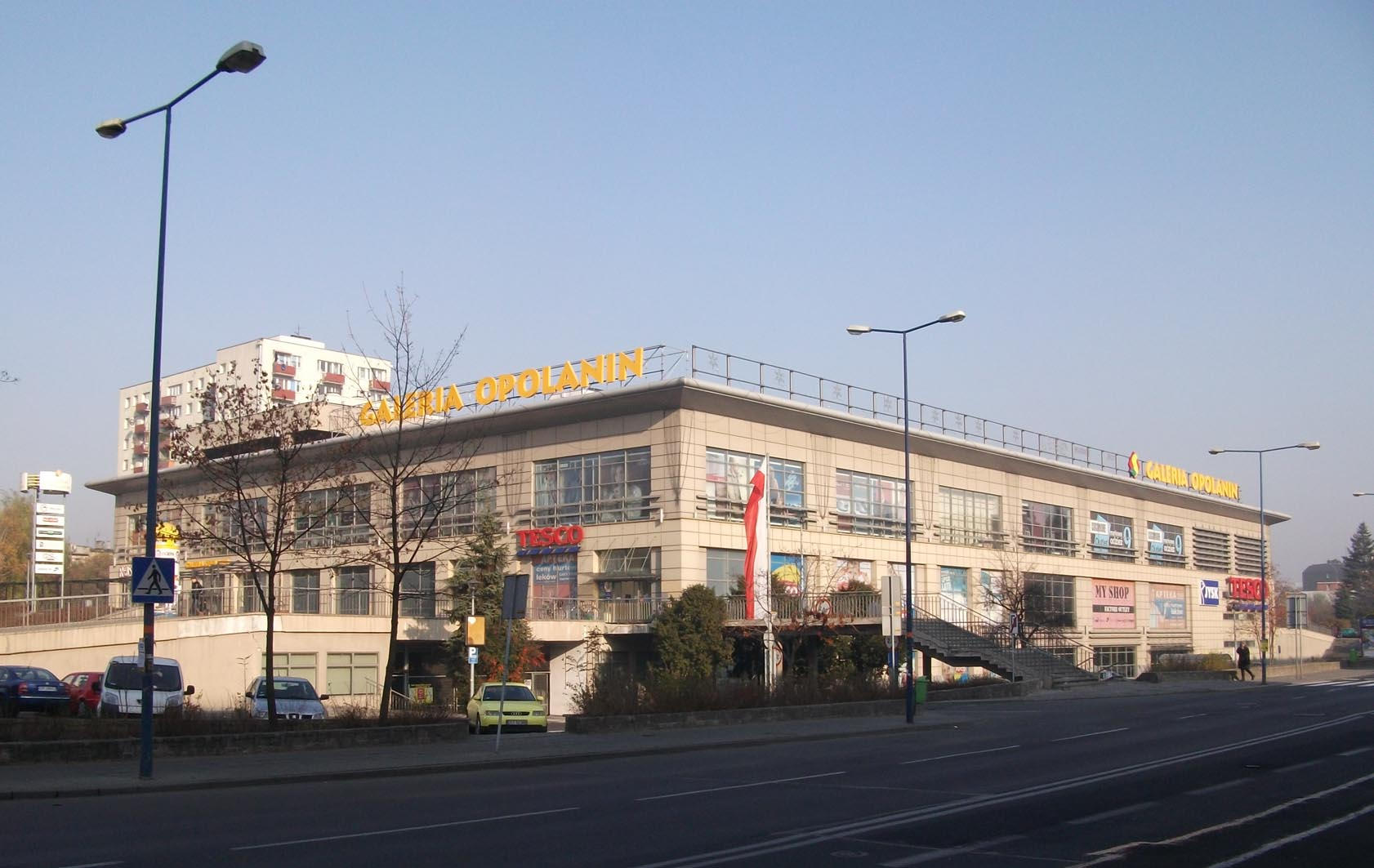
Galeria Opolanin

## Éducation
La ville compte de nombreux établissements scolaires publics : 31 écoles maternelles, 21 écoles primaires, 11 collèges, 7 lycées généraux et 5 lycées techniques. Ainsi que plusieurs établissements privés et religieux.
Opole est également une ville étudiante (25 000 étudiants environ) et disposent de plusieurs établissements d'enseignement supérieur :
- L'Université d'Opole (Uniwersytet Opolski) (qui dispose d'une Alliance française et entretient de nombreux échanges européens dans le cadre du programme Erasmus)
- L'École polytechnique d'Opole (Politechnika Opolska)
- L'École supérieure professionnelle de médecine d'Opole (Panstwowa Medyczna Wyższa Szkoła Zawodowa w Opolu)
- L'Université de gestion et d'administration d'Opole (WSZiA)
- Faculté d'économie d'Opole (Uniwersytet WSB Merito we Wrocławiu Filia w Opolu)

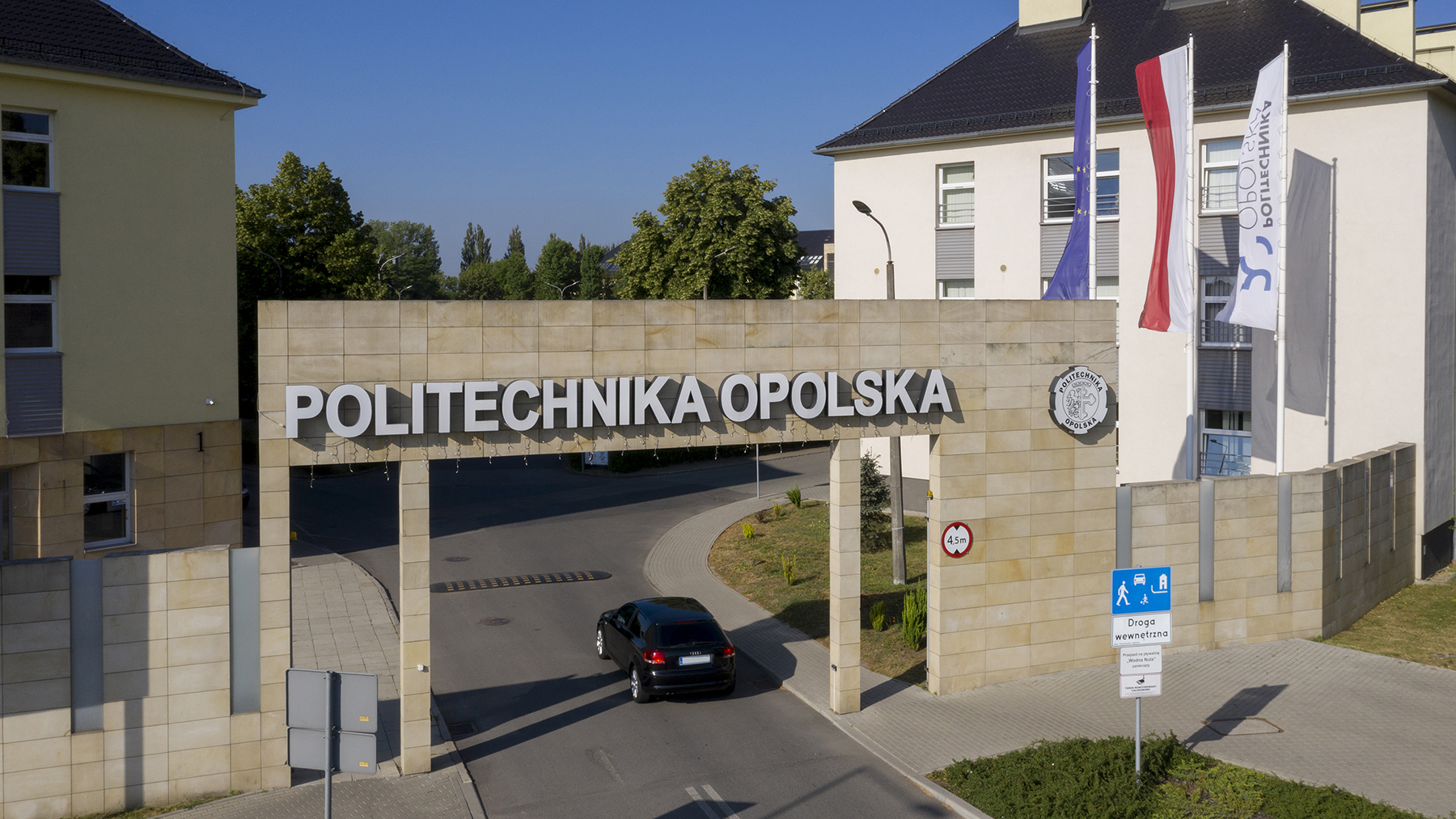
École polytechnique d'Opole
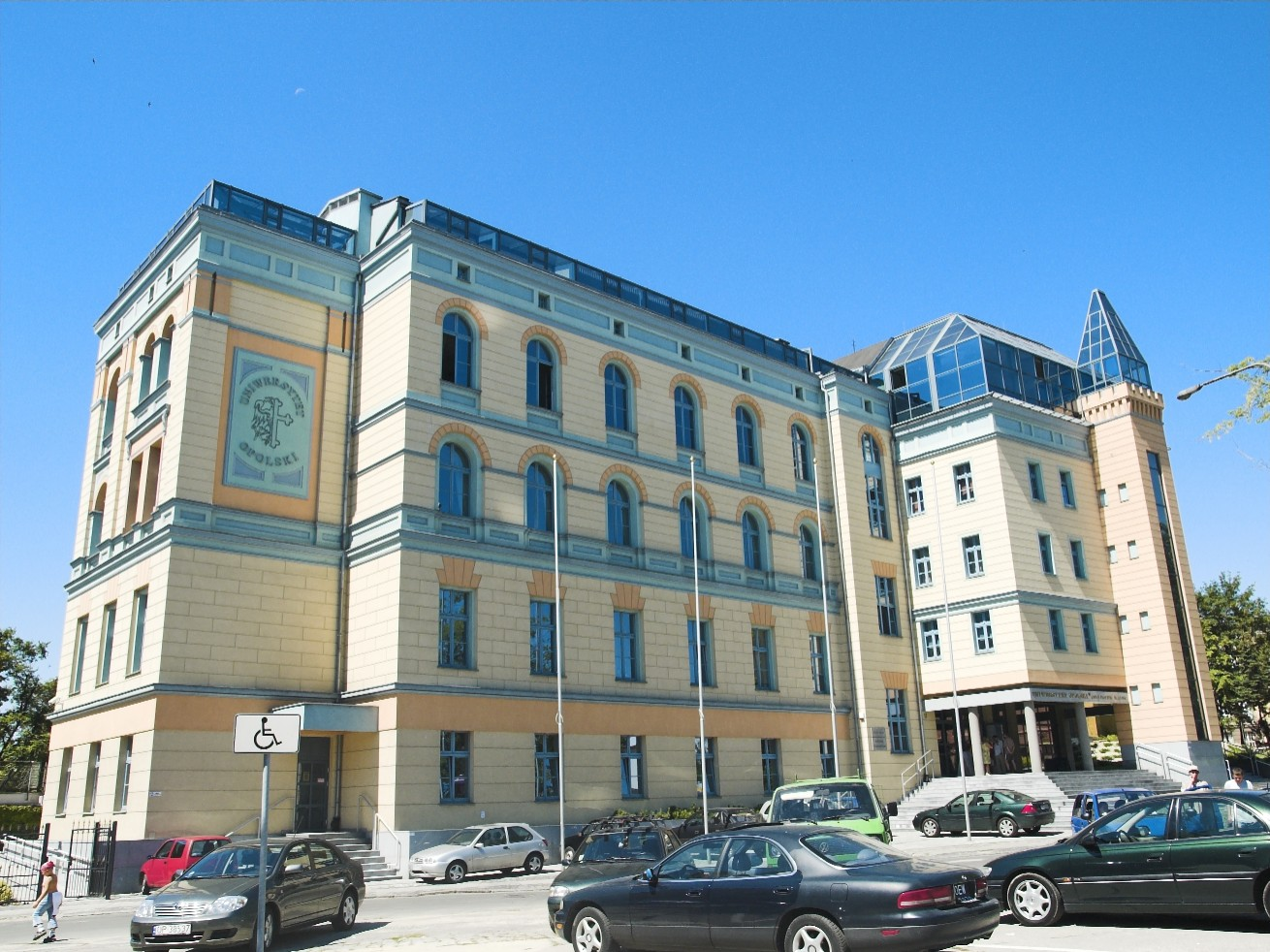
Université d'Opole
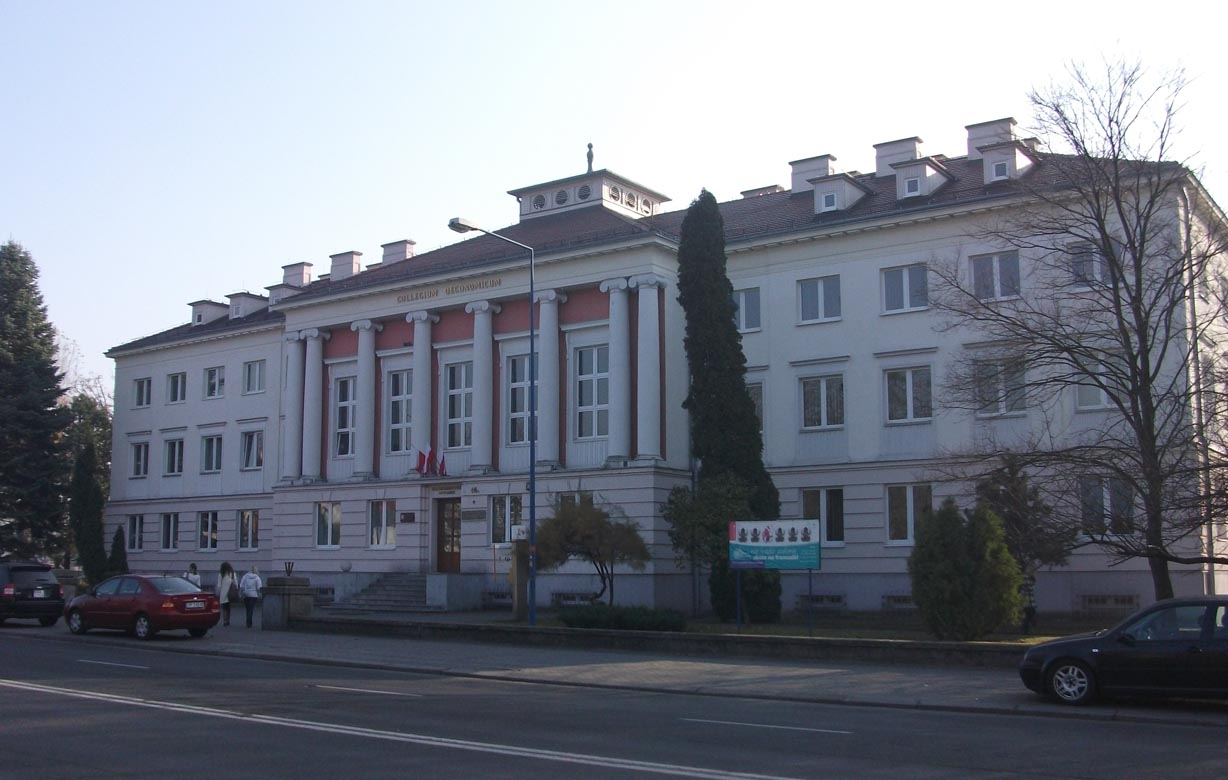
Faculté d'économie d'Opole
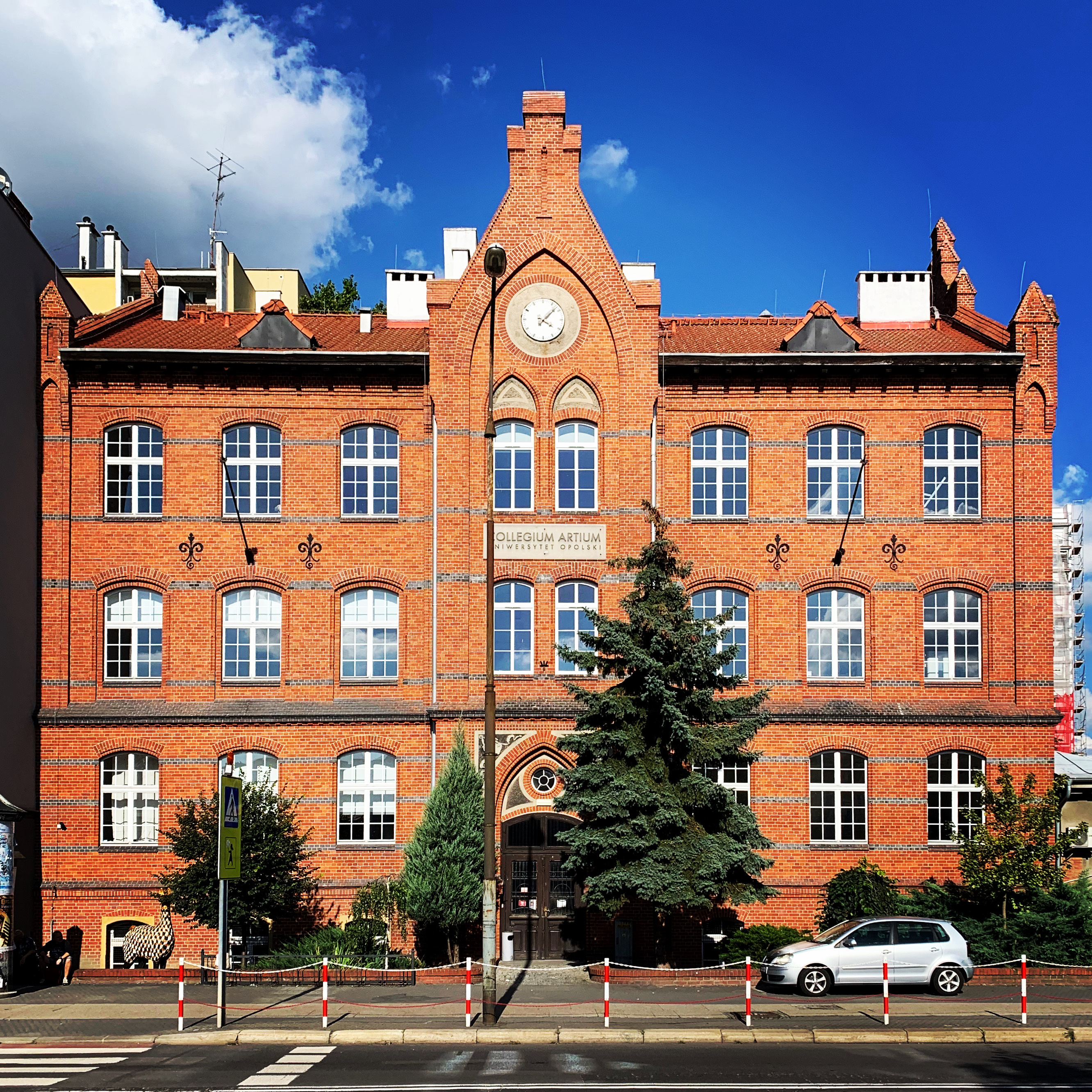
Ecole des Beaux-Arts de l'Université d'Opole

## Culture

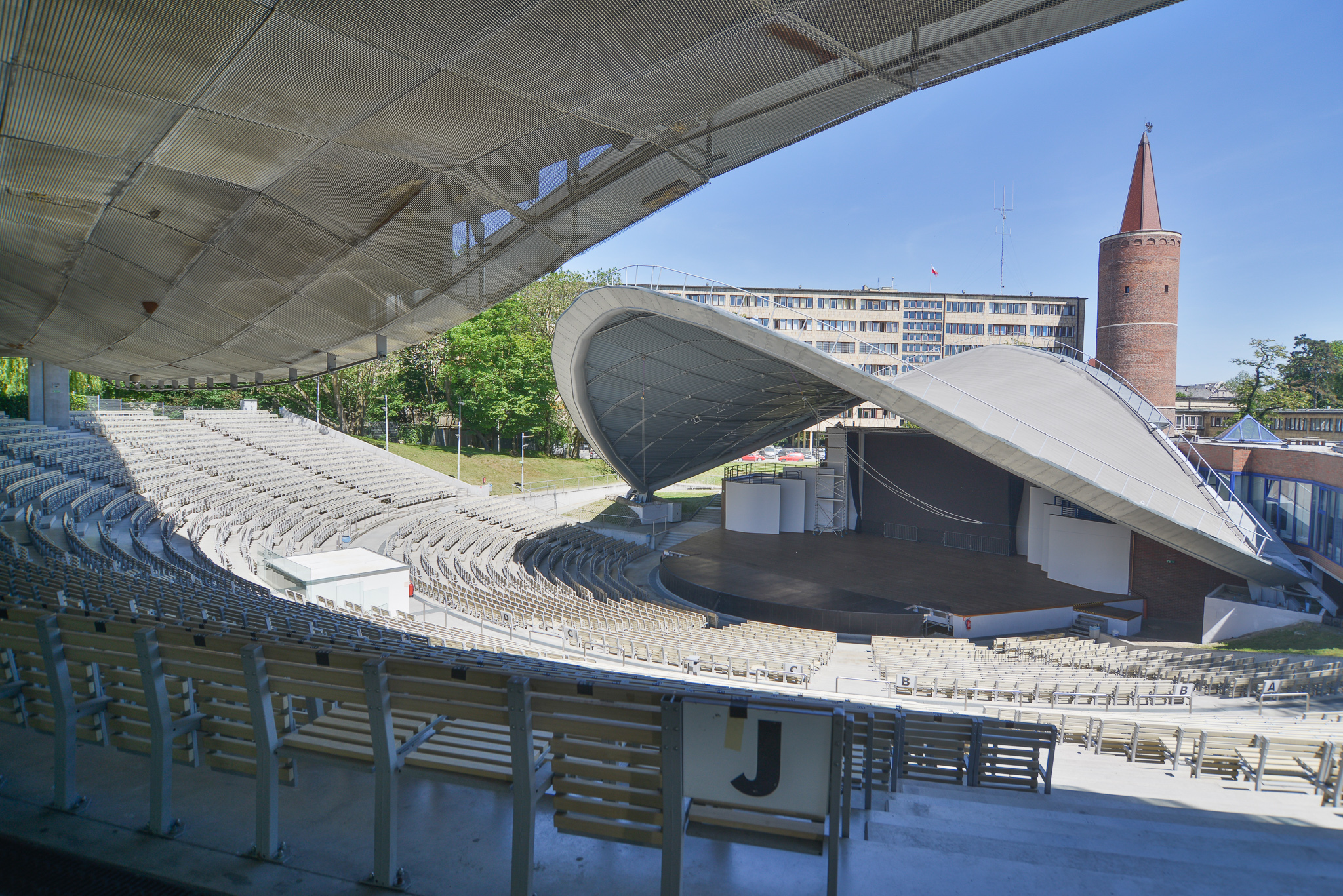
Amphithéâtre du Millénaire

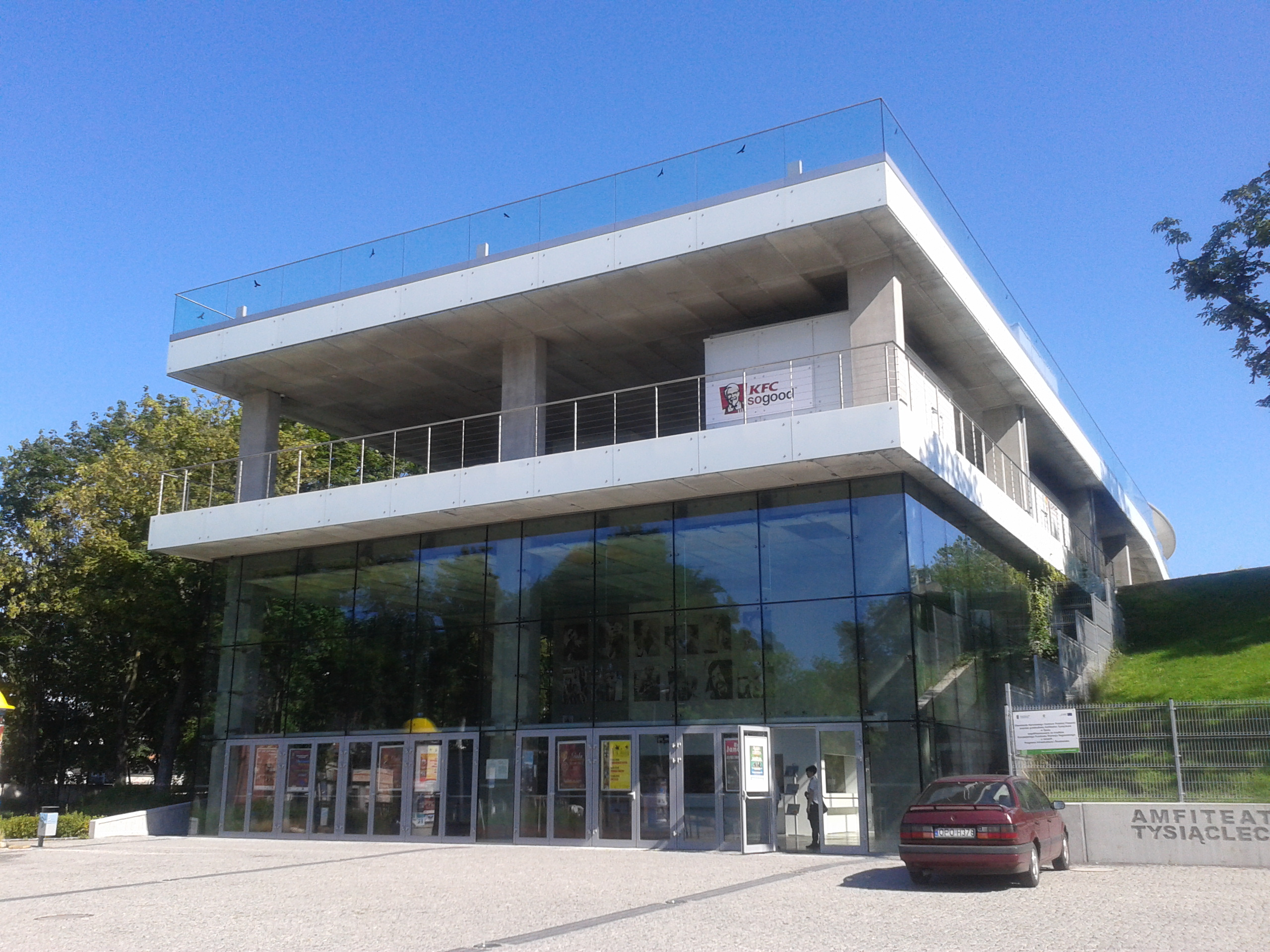
Musée de la Chanson Polonaise

Opole est considérée comme la capitale de la chanson polonaise de par le festival qui s'y tient annuellement depuis 1963, le plus important qui lui est consacré. Organisé sur 3 ou 4 jours selon les années, il n'a été annulé qu'en 1982 alors que les autorités communistes avaient déclaré l'état de siège. Le festival est co-organisé par la ville d'Opole et la télévision publique TVP qui le diffuse sur ses différentes antennes. Les concerts se déroulent essentiellement dans l'amphithéâtre du Millénaire, construit en 1963 spécifiquement pour cet événement.
Depuis 2007, le Musée de la Chanson Polonaise, attenant à l'amphithéâtre, présente des collections sur l'histoire de la chanson polonaise et des souvenirs des éditions précédentes du festival. Sur le Rynek, une avenue des étoiles de la chanson polonaise a été créé en 2004 sur le modèle du Walk of Fame hollywoodien, afin d'honorer les plus célèbres chanteurs de l'histoire.

## Transports

### Réseau routier

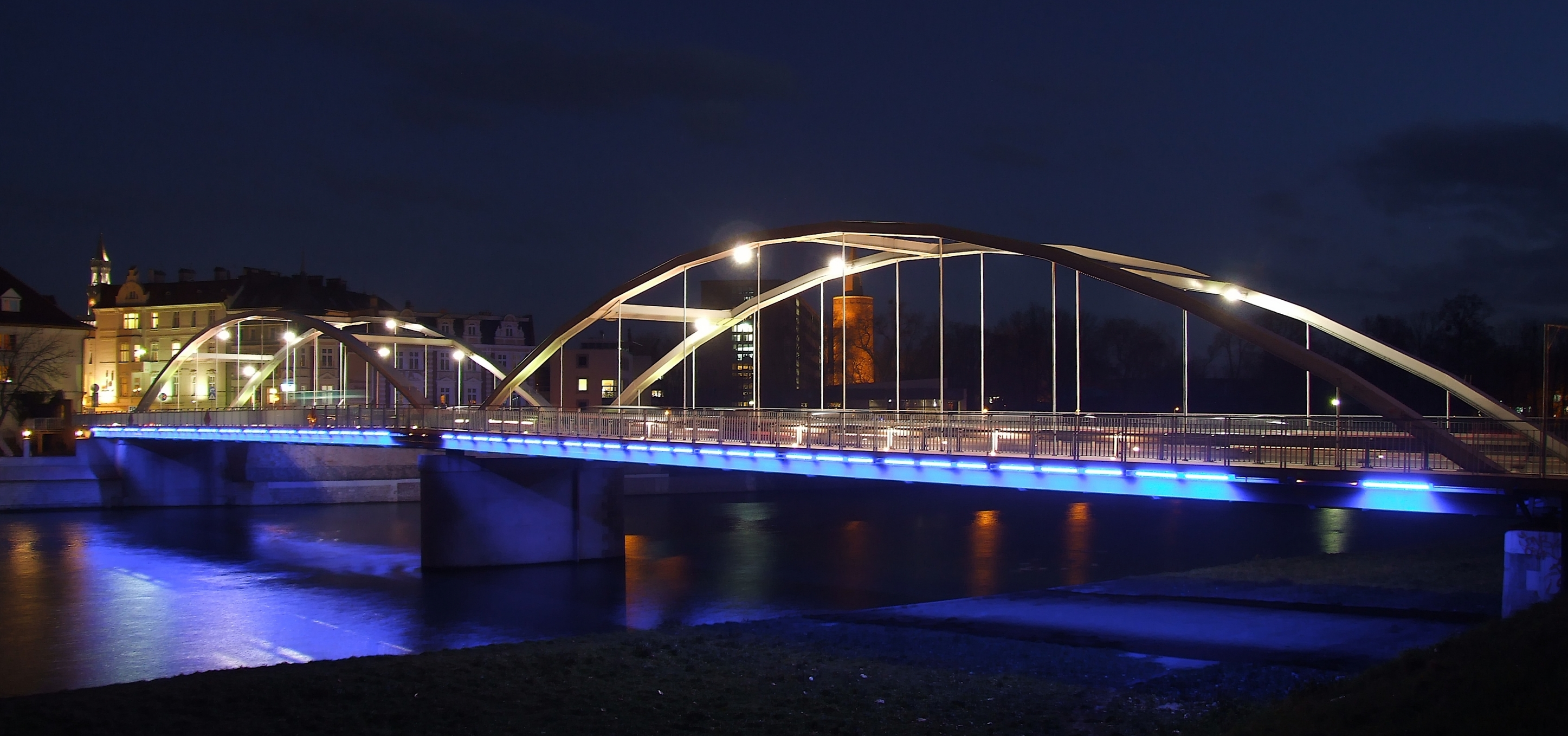
Pont Piast

Opole est desservie par l'autoroute A4 (allant de la frontière allemande à l'ouest à la frontière ukrainienne à l'est), située à 13km au sud de la ville et accessible par deux échangeurs (Opole Ouest et Opole Sud). 
Les routes nationales 45, 46 et 94 traversent la ville. Un contournement situé au nord de la ville a été achevé en 2007 afin de relier ces trois routes nationales et de désengorger le centre.

### Réseau Ferroviaire

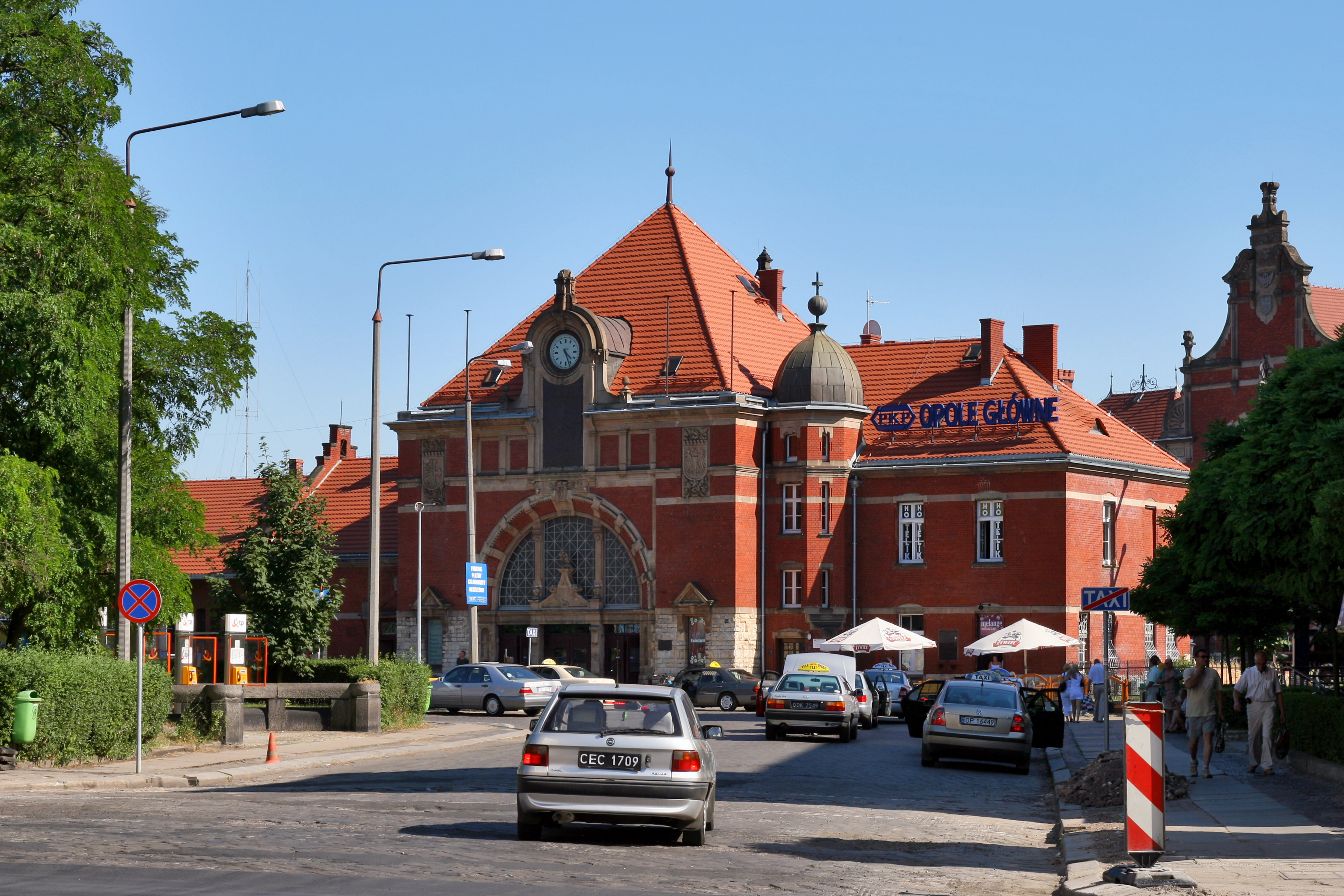
Gare centrale d'Opole

Opole est un carrefour ferroviaire important avec des liaisons dans toutes les directions. La gare centrale offre des liaisons directes vers les plus grandes villes de Pologne (Varsovie, Cracovie, Poznań, Wrocław, Gdynia, Łódź...) ainsi que vers Berlin, Prague et Lviv. Avec la mise en service de la ligne ferroviaire Bytom-Wrocław le 29 mai 1843, la gare centrale d'Opole était le troisième bâtiment de ce qui deviendra plus tard la Reichsbahn. Le bâtiment actuel de la gare principale a été construit en 1899.
La ville dispose également des gares et des arrêts suivants, qui sont desservis par des trains régionaux : Opole Gosławice (ligne Opole-Namysłów) ; Opole Groszowice (ligne Bytom-Wrocław et Kędzierzyn-Koźle-Opole) ; Opole Grotowice (ligne Kędzierzyn-Koźle-Opole); Opole Wschodnie (ligne Opole-Wrocław) ; Opole Zachodnie (ligne Bytom–Wrocław).

### Réseau de bus

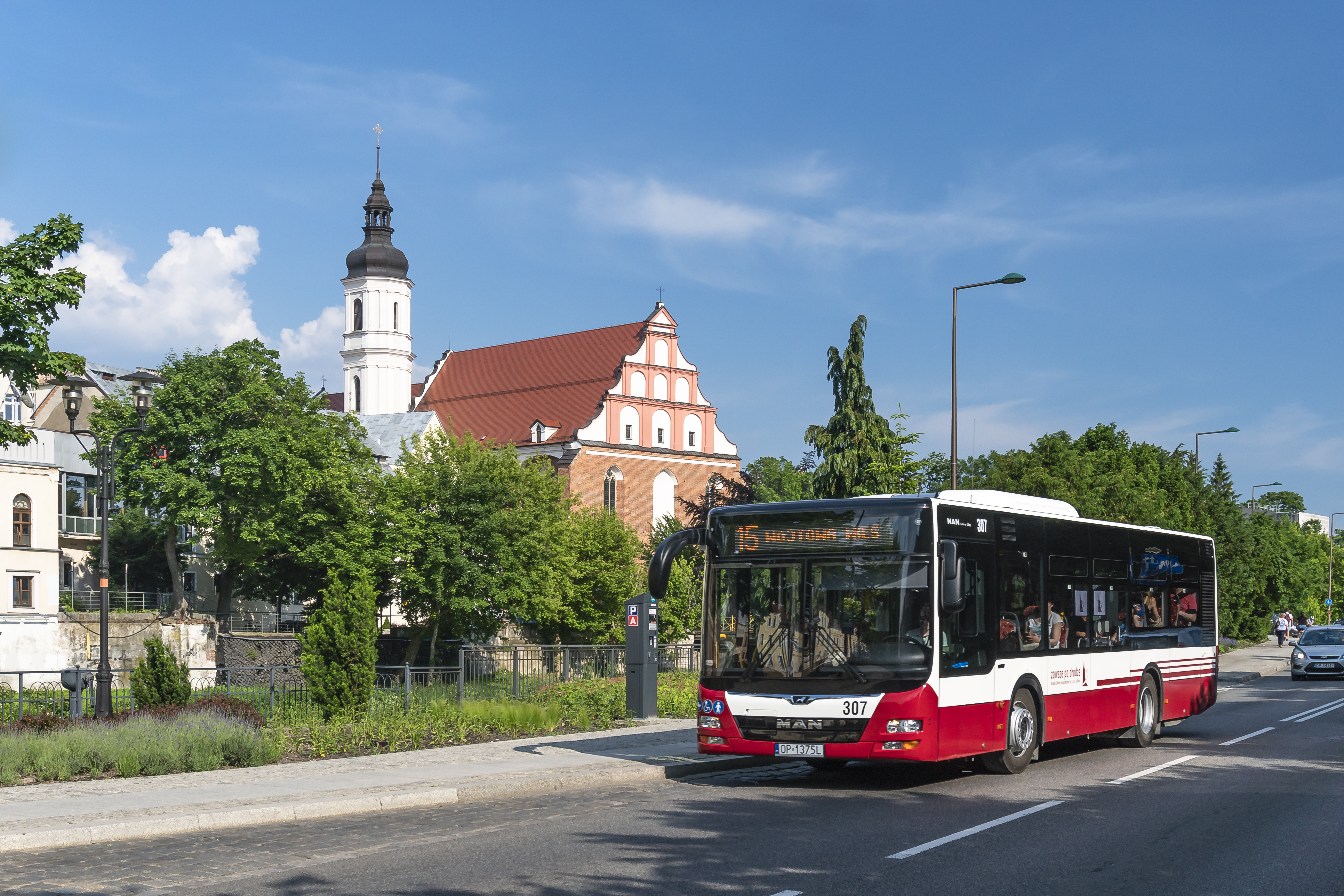
Bus du réseau MZK Opole

La ville d'Opole opère un réseau de transport urbain local avec 99 véhicules transportant chaque année 25 millions de passagers. La longueur totale de toutes les lignes est d'environ 120 km. Les premiers bus ont commencé à circuler dans les rues d’Opole dans les années 1920 et en 1926, Opole comptait 10 lignes de bus opérées par la société Autobus Verkehrs GmbH. Le 3 avril 1953, la société municipale de transport (MZK Opole) a été créée laquelle exploitait 4 véhicules Chausson de fabrication française. 
Actuellement, le réseau MZK Opole est constitué de 18 lignes de jour et de 2 lignes de nuit circulant de 23h à 6h du matin. La société allemande MAN était le partenaire historique du réseau mais, depuis 2019, les nouveaux véhicules entrés en service furent commandés au fabricant polonais Solaris. En 2023, MZK Opole exploitait 84 véhicules de marque MAN et 15 véhicules de marque Solaris, dont 5 électriques. 13 autres véhicules électriques de marques Solaris doivent entrer en service d'ici à 2025.

## Sports
La ville d'Opole compte plusieurs clubs sportifs professionnels : 
- Odra Opole, club de football évoluant, en 2023/2024, en championnat de deuxième division
- Gwardia Opole, club de handball évoluant, en 2023/2024, en Superliga (première division)
- UNI Opole, club de volley-ball féminin évoluant, en 2023/2024, en Championnat de Pologne féminin de volley-ball de première division (Tauron Liga)
- Orlik Opole, club de hockey sur glace évoluant en championnat de deuxième division jusqu'en 2019, date de sa liquidation pour problèmes financiers

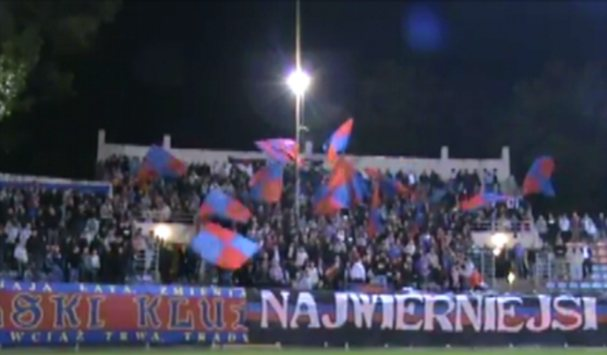
Supporters de l'Odra Opole
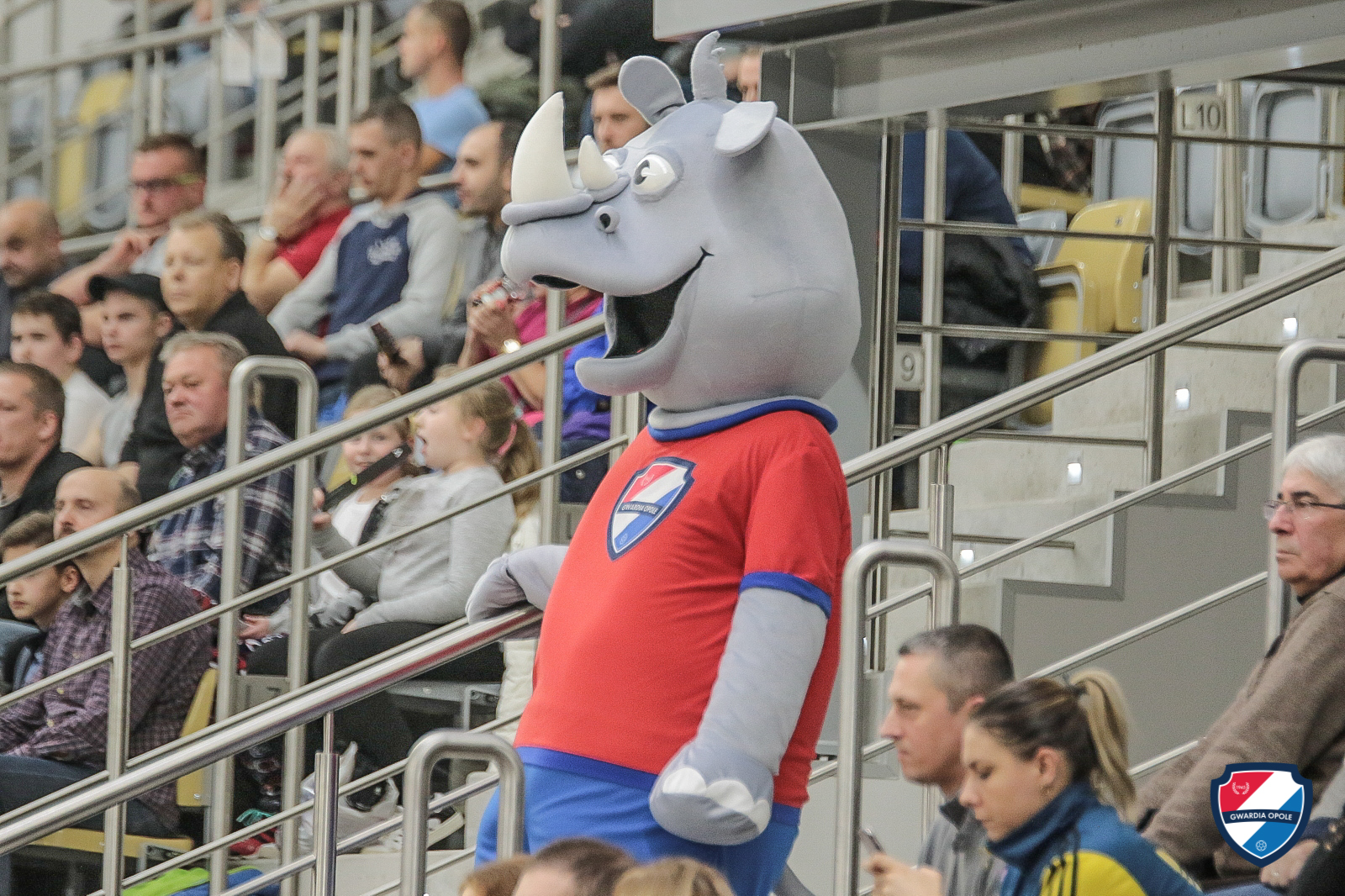
Mascotte du Gwardia Opole
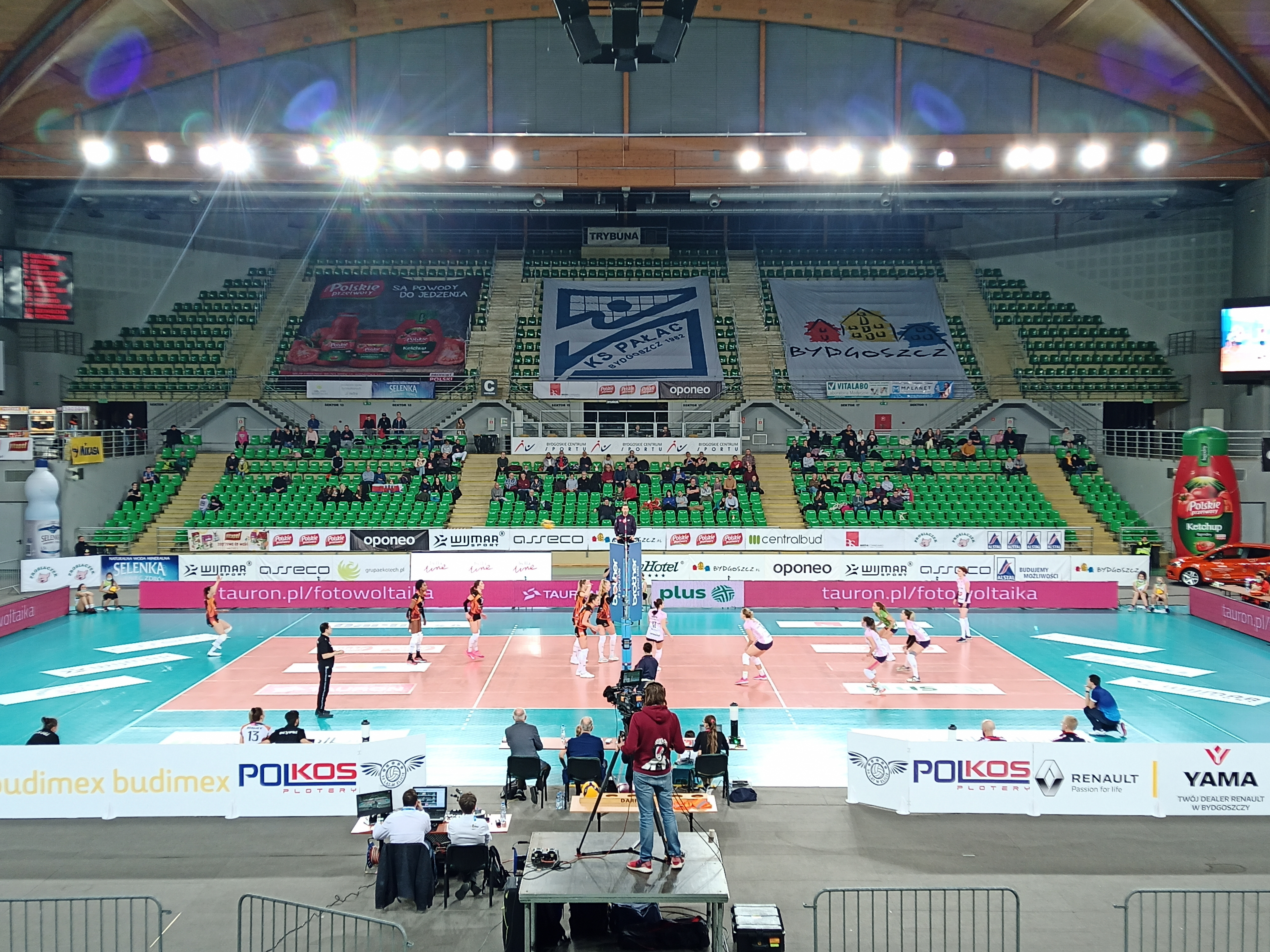
Match de l'UNI Opole
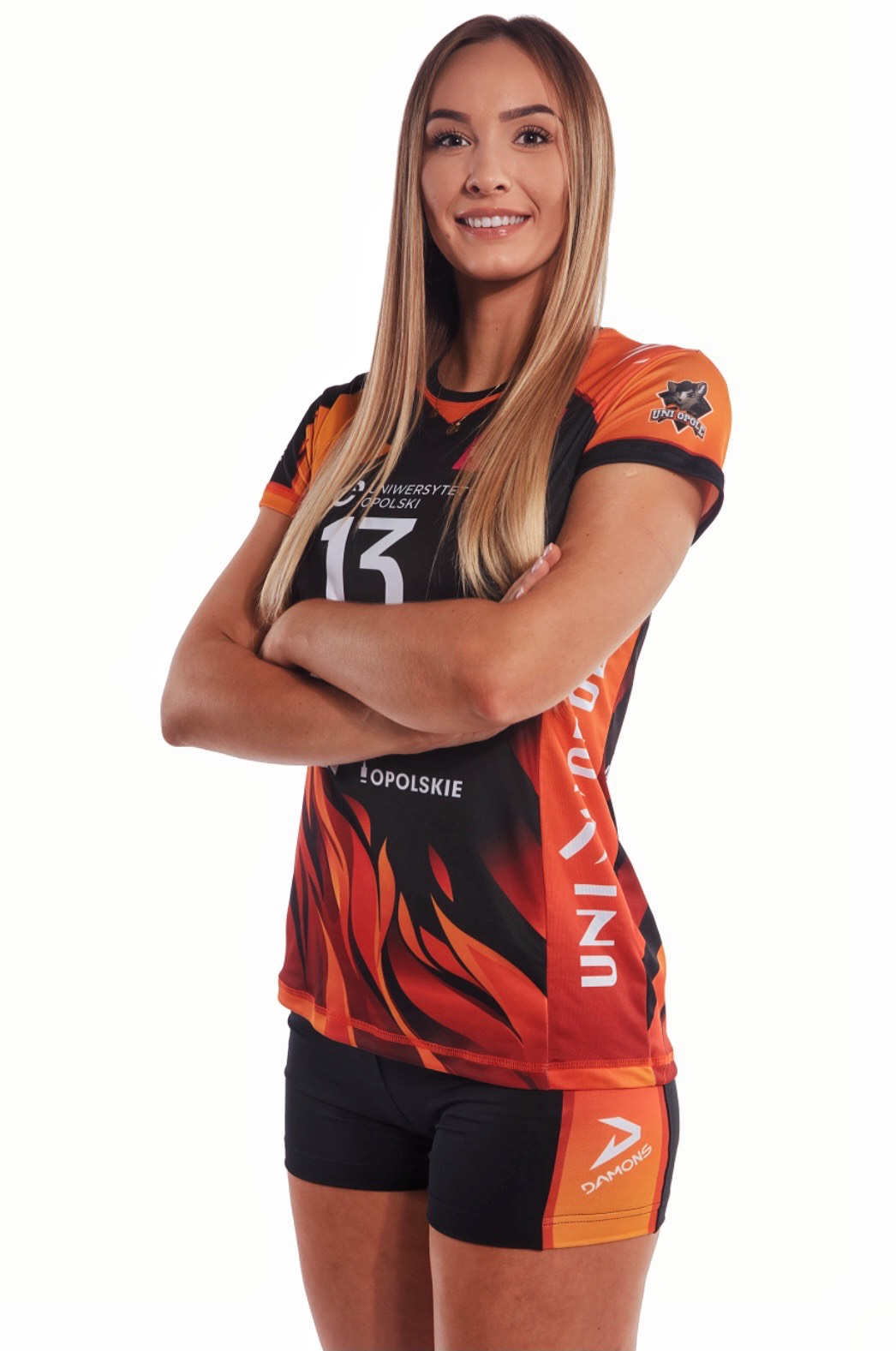
Adriana Adamek, capitaine de l'UNI Opole depuis 2021

## Monuments et lieux touristiques

Panorama d'Opole depuis la Tour Piast

Monuments

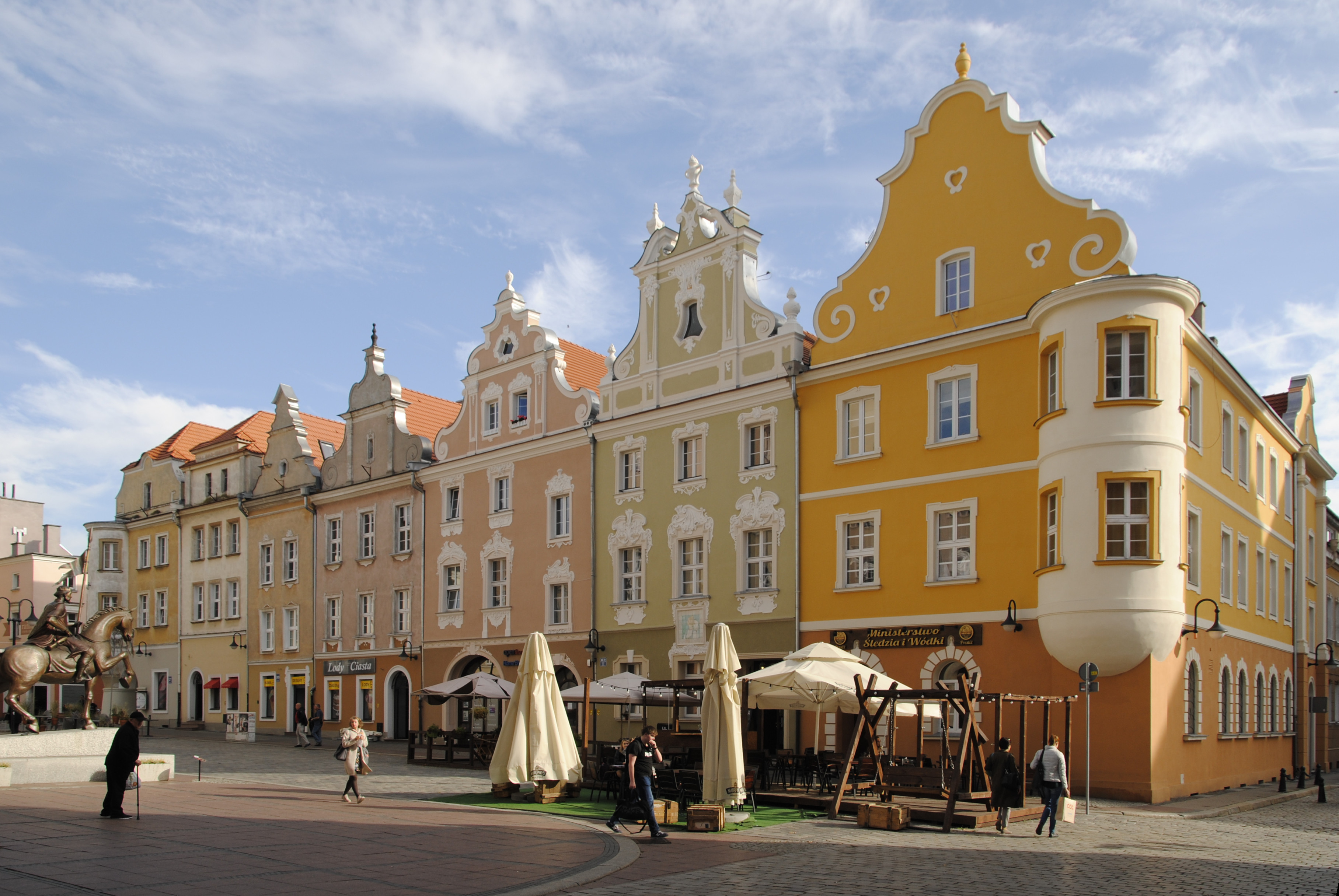
Maisons baroques sur le Rynek

- Maisons baroques sur la place du marché (Rynek)
- La tour Piast, seule partie restante du château Plast
- L'église franciscaine du XIVe siècle
- La mairie du XIXe siècle
- Église Notre-Dame des Douleurs et St. Adalbert (Kościół Matki Boskiej Bolesnej i św. Wojciecha)
- La cathédrale de la Sainte-Croix du XIVe siècle (Bazylika katedralna Podwyższenia Krzyża Świętego)
- Le pont vert Art nouveau (Zielony Mostek)
- La gare centrale de style éclectique du début du XXe siècle
- La synagogue d'Opole détruite par les nazis pendant la nuit de Cristal en 1938

Musées
- Musée régional d'Opole (Muzeum Śląska Opolskiego), musée historique de la ville et de la région, inauguré en 1900
- Musée de la campagne d'Opole (Muzeum Wsi Opolskiej), écomusée construit en 1961
- Musée diocèsien (Muzeum Diecezjalne), collections d'art sacré appartenant à l'évêché

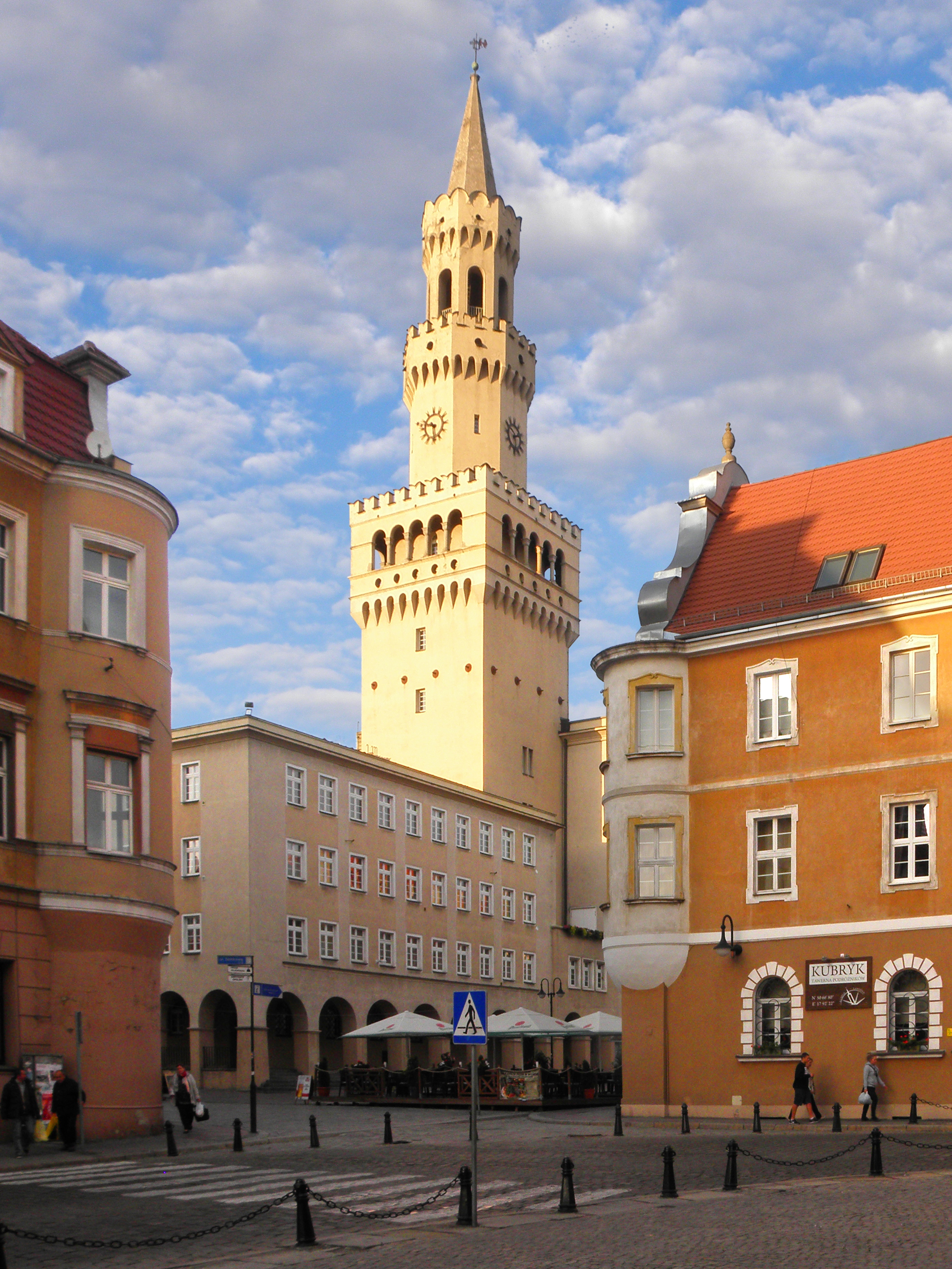
L'Hôtel de Ville d'Opole
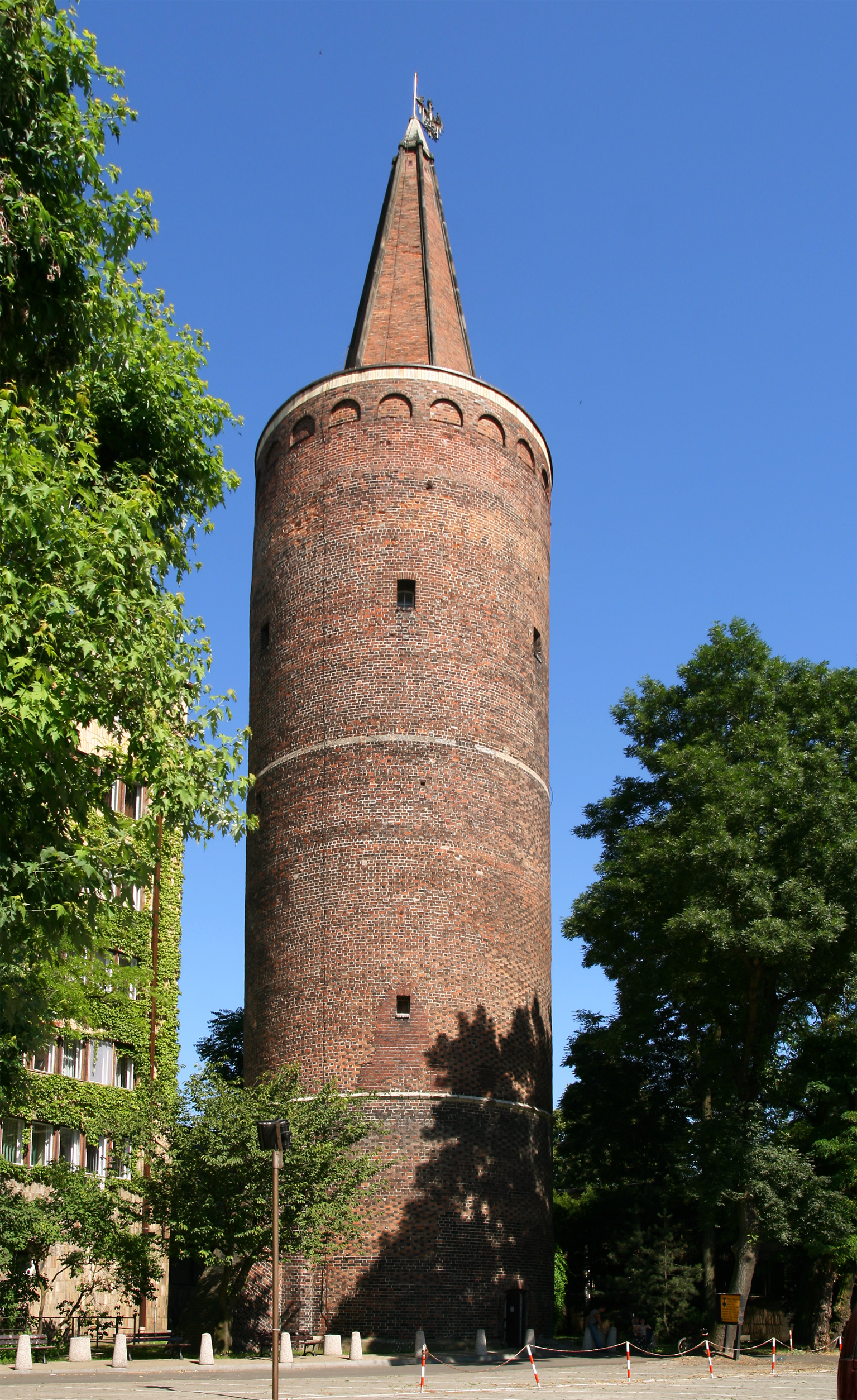
La Tour Piast, seul reste de la forteresse médiévale
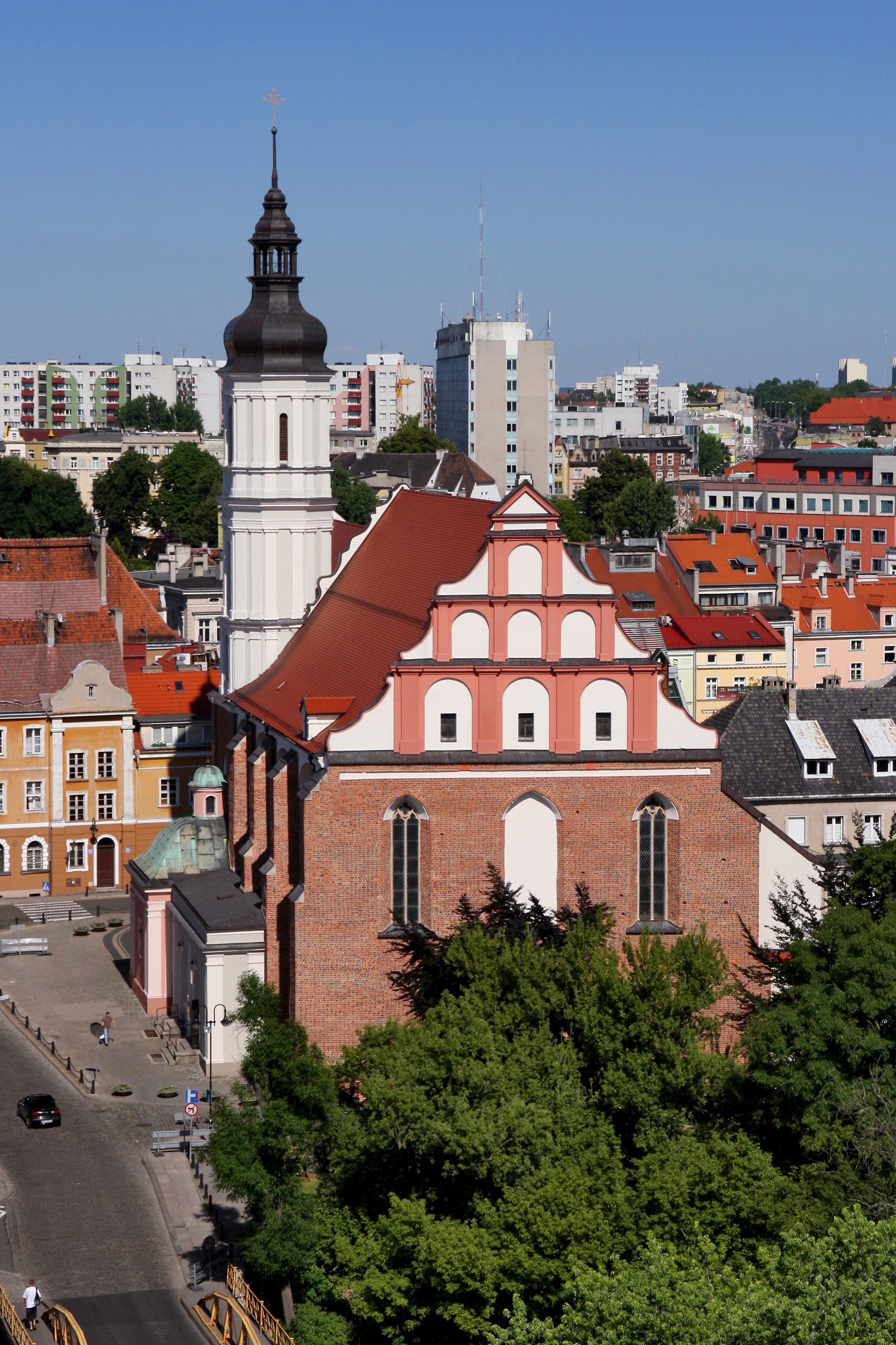
L'église Franciscaine
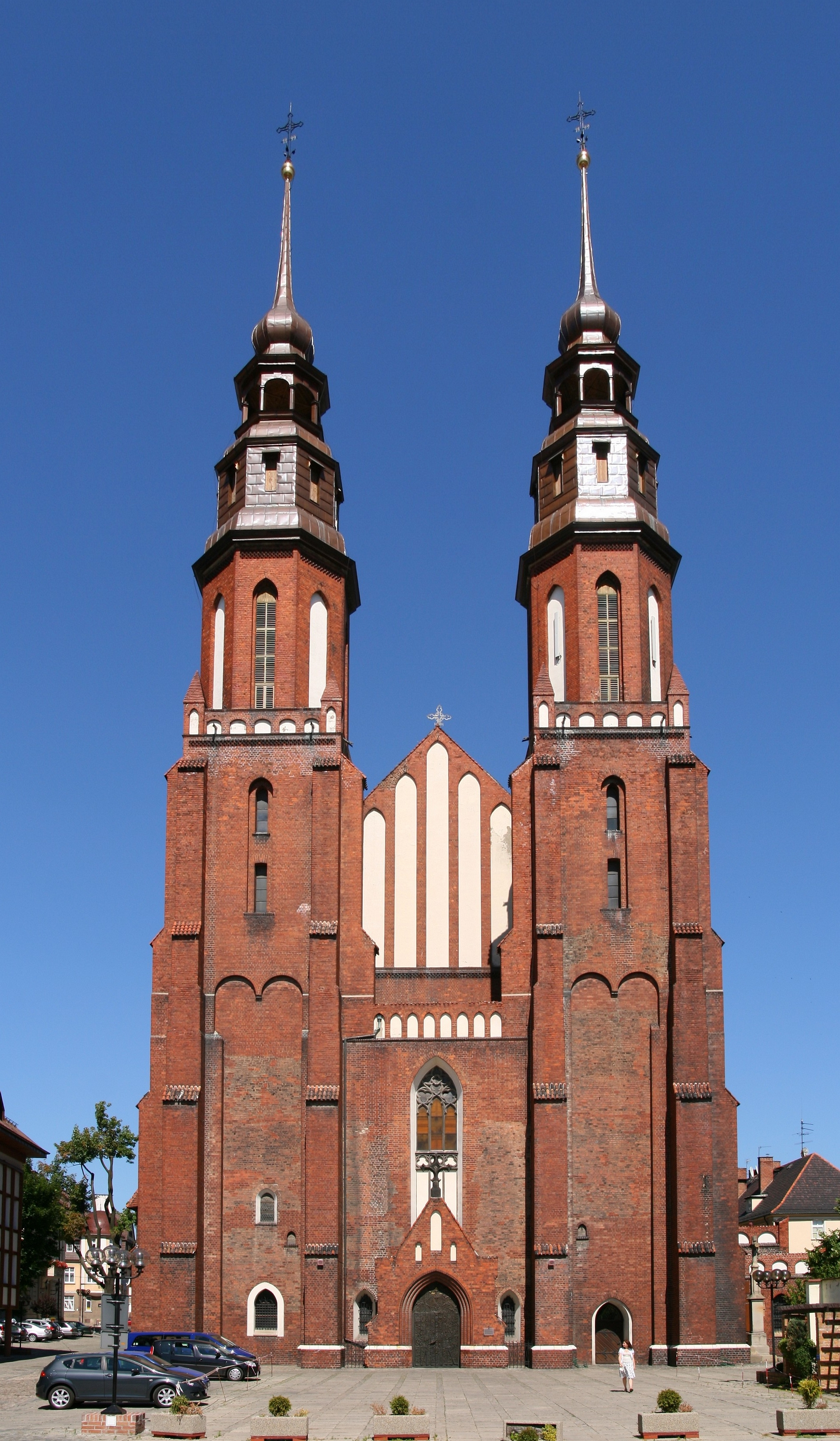
La Cathédrale
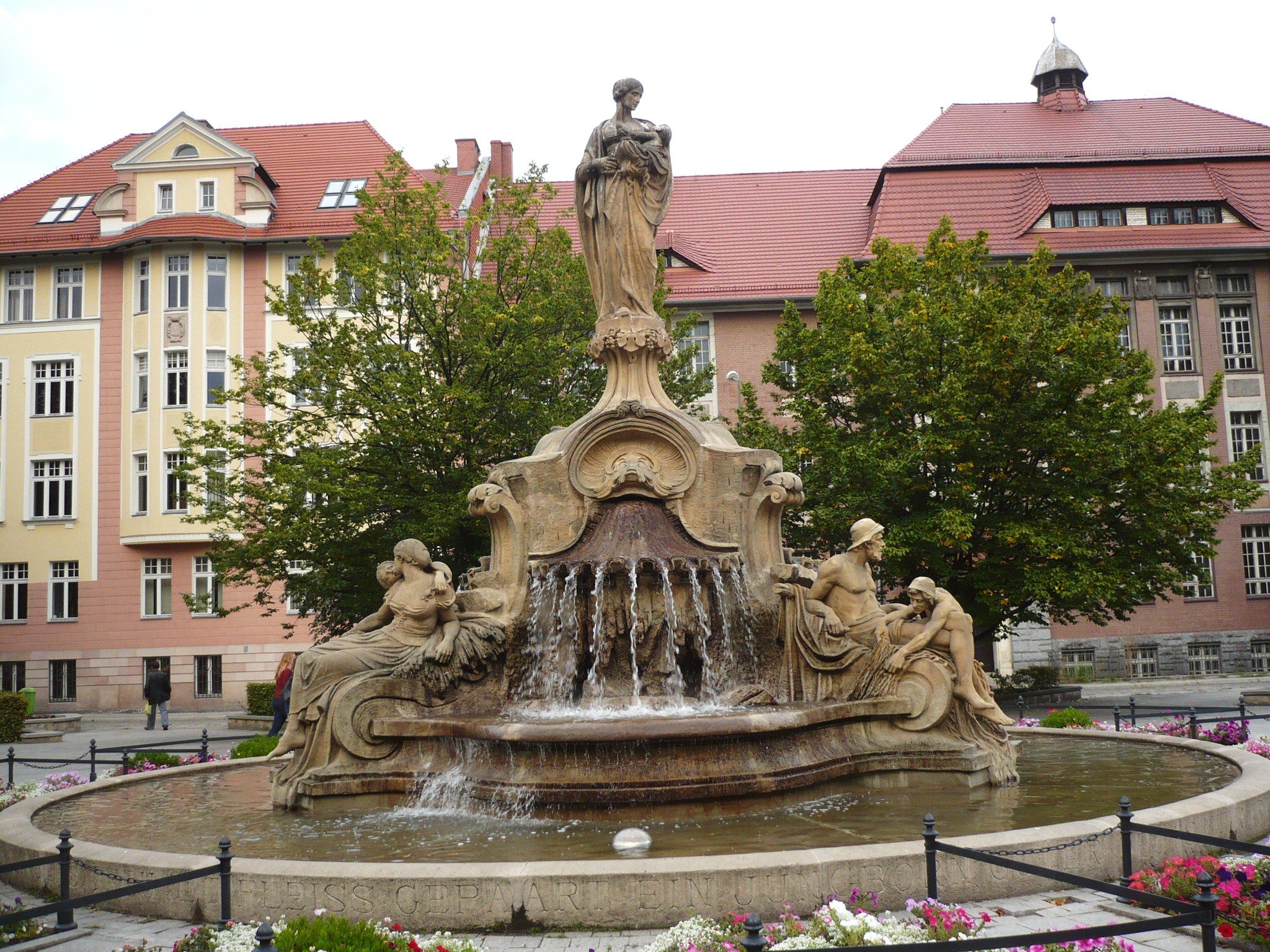
Fontaine de Cérès
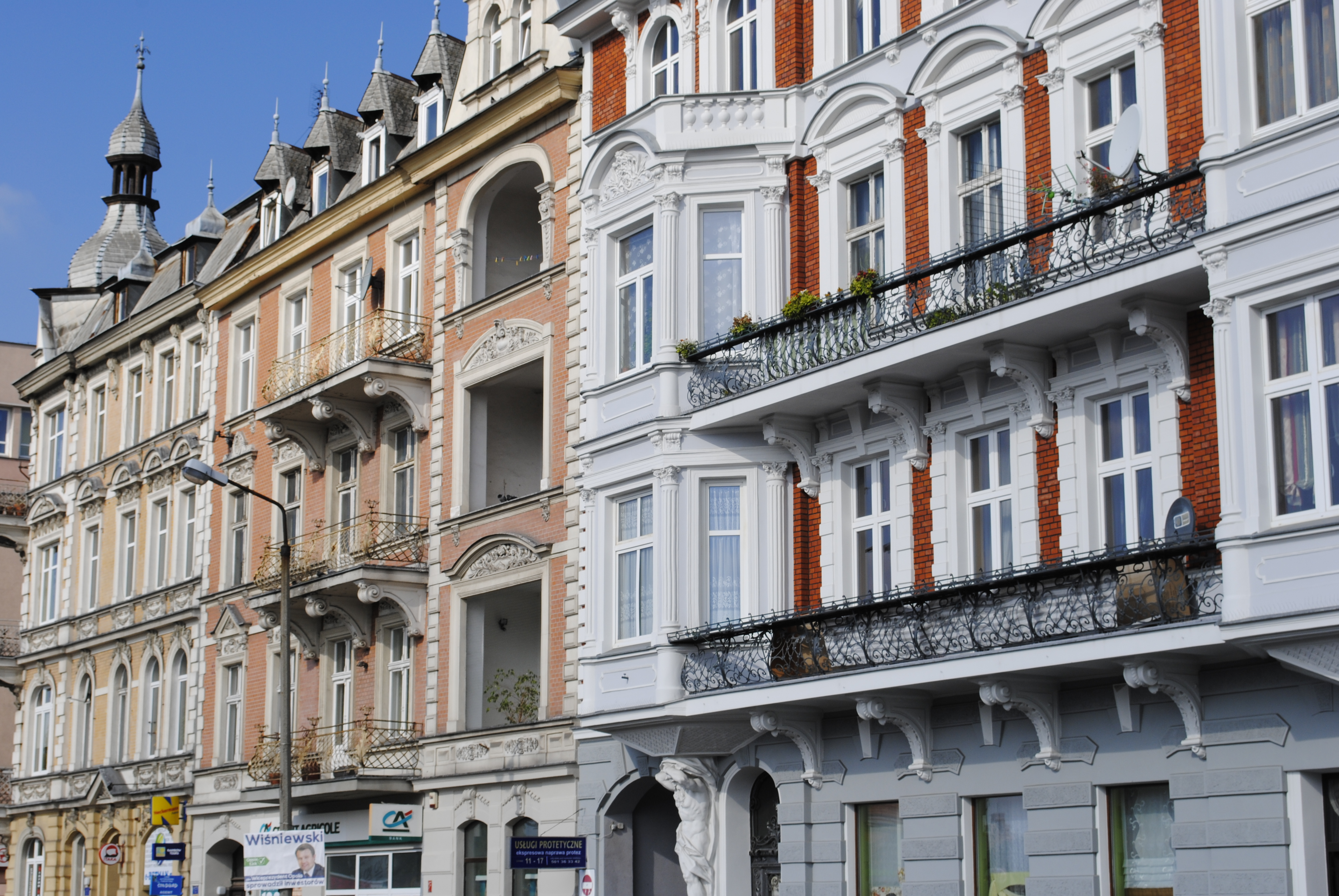
Immeubles du XIXe siècle sur la rue 1-maja
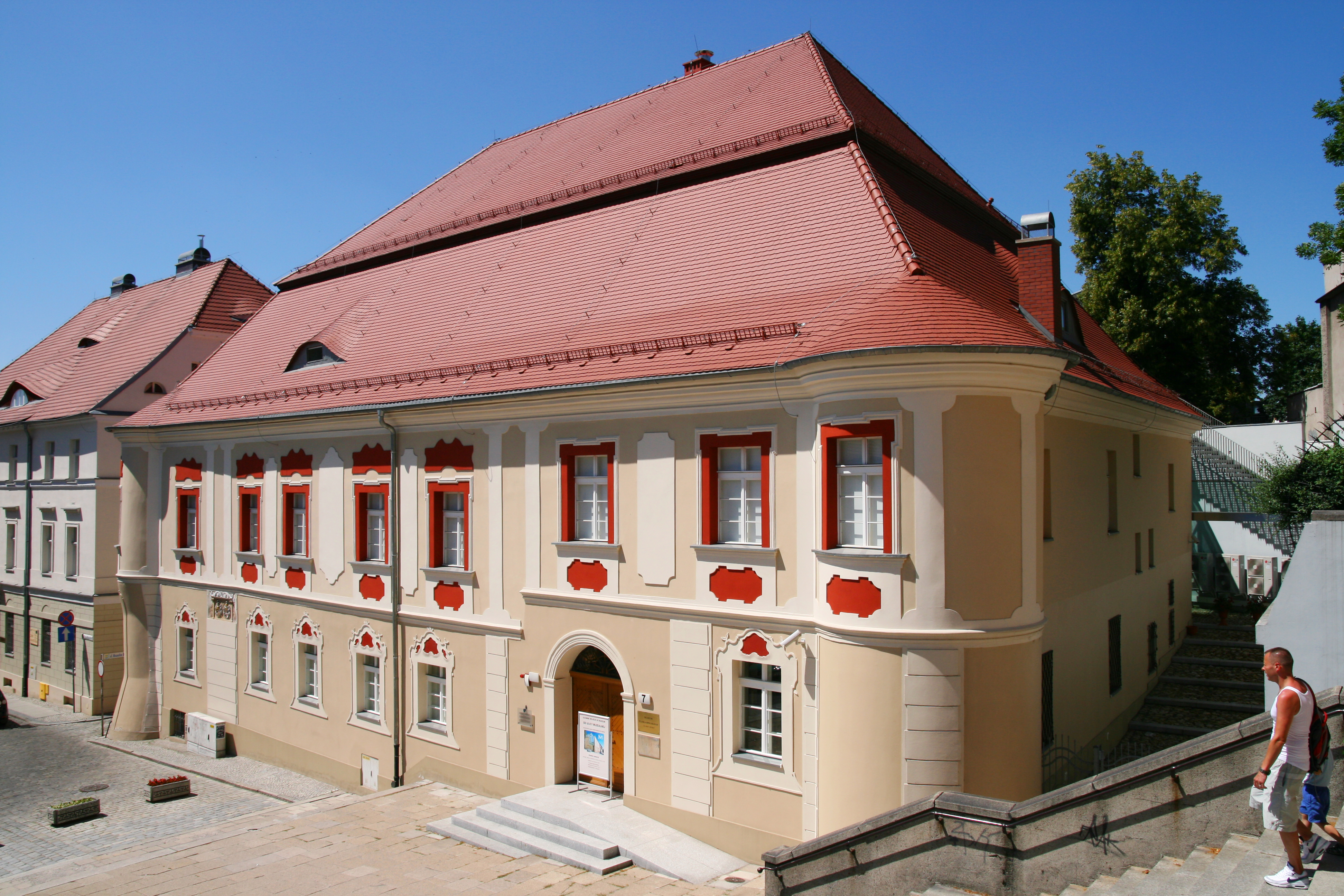
Musée régional d'Opole
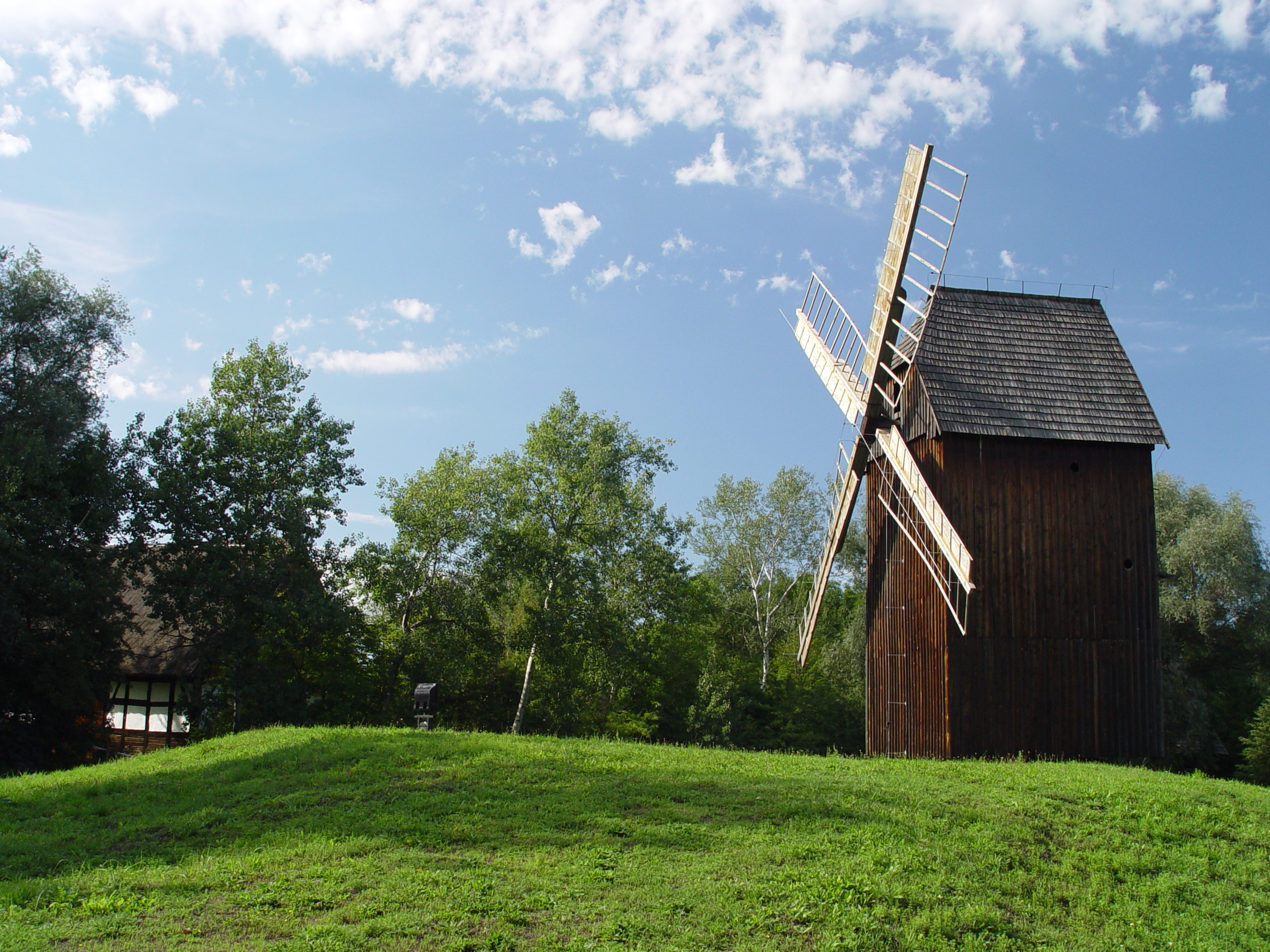
Musée de la campagne d'Opole

Parcs et Jardins
- Zoo d'Opole : seul zoo de Pologne comportant des otaries de Californie et des gorilles. Il compte plus de 1000 animaux représentant 227 espèces.
- Ile Bolko
- Parc Nadodrzański
- Parc Pasieka
- Parc de Sławice
- Plage et lac de Kamionka Piast

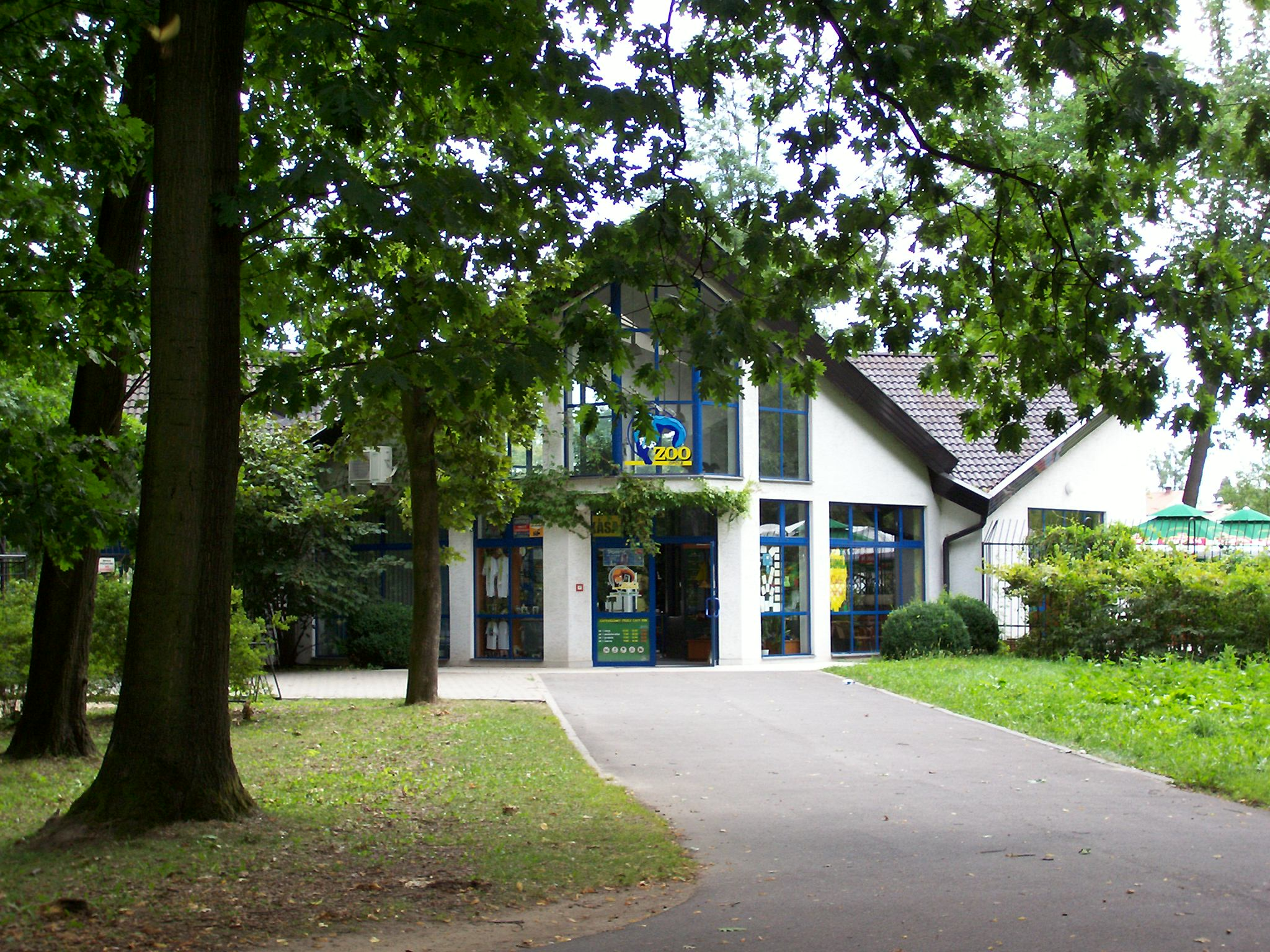
L'entrée du zoo
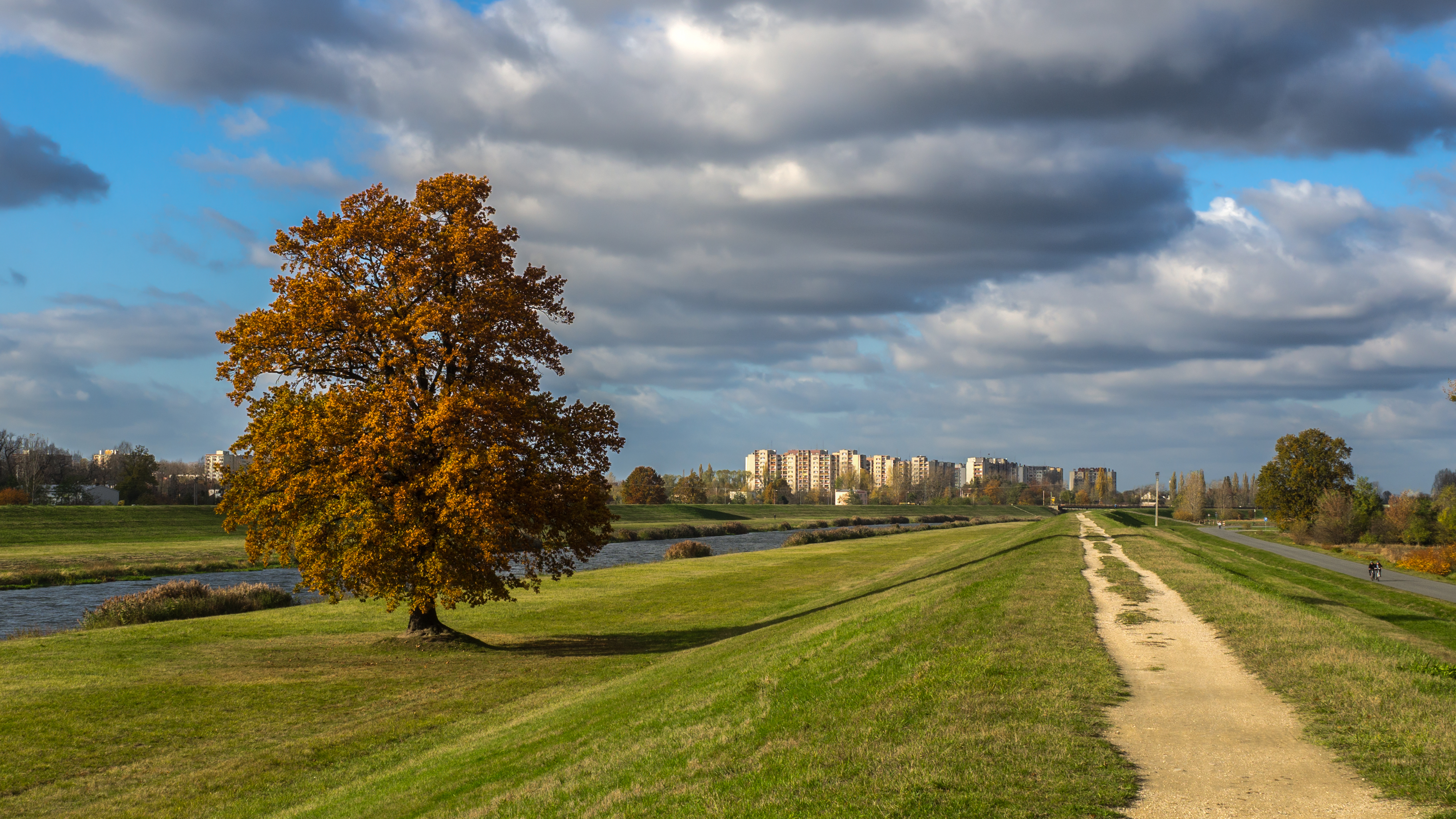
Vue de l'Oder depuis l'île Bolko
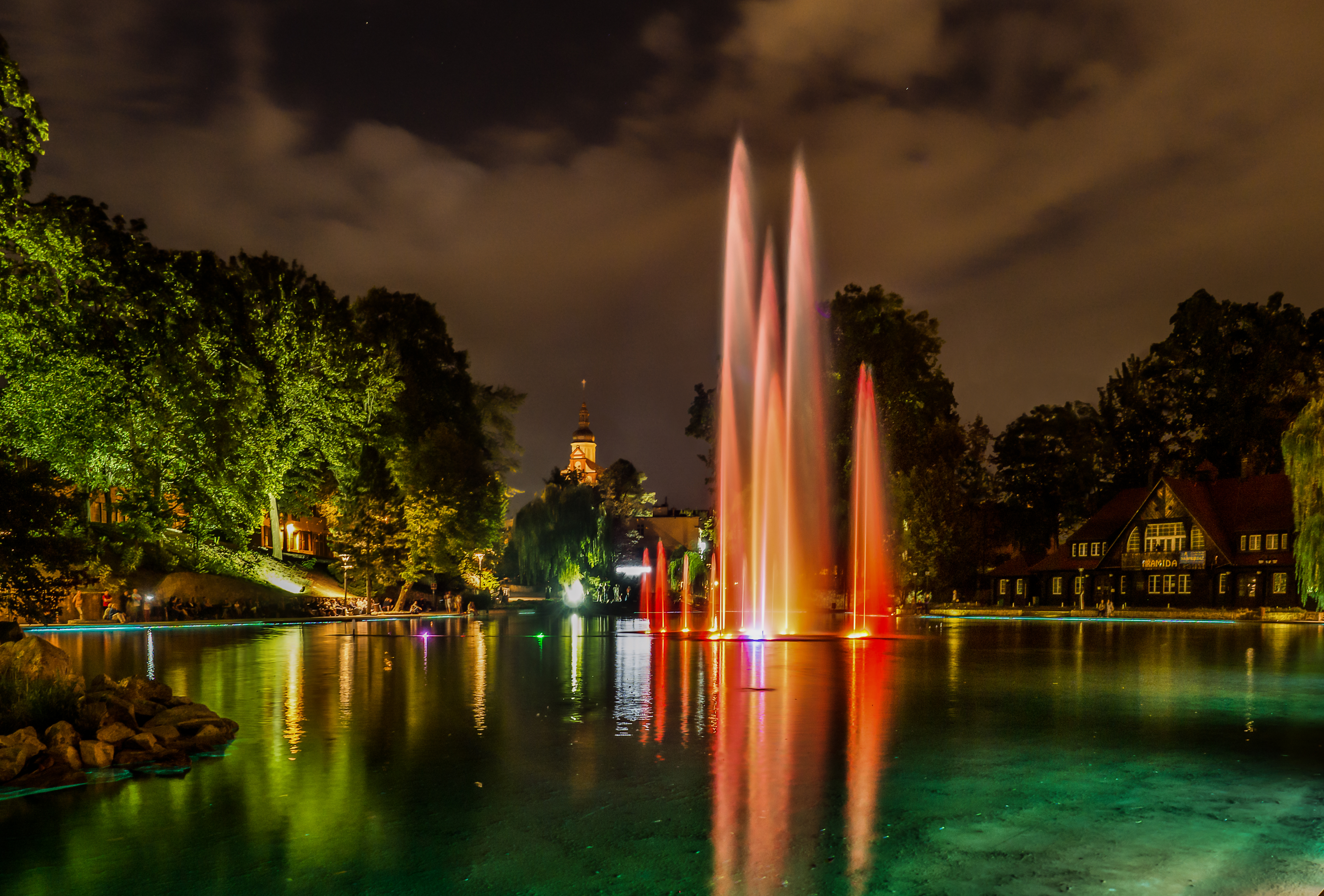
Parc Pasieka
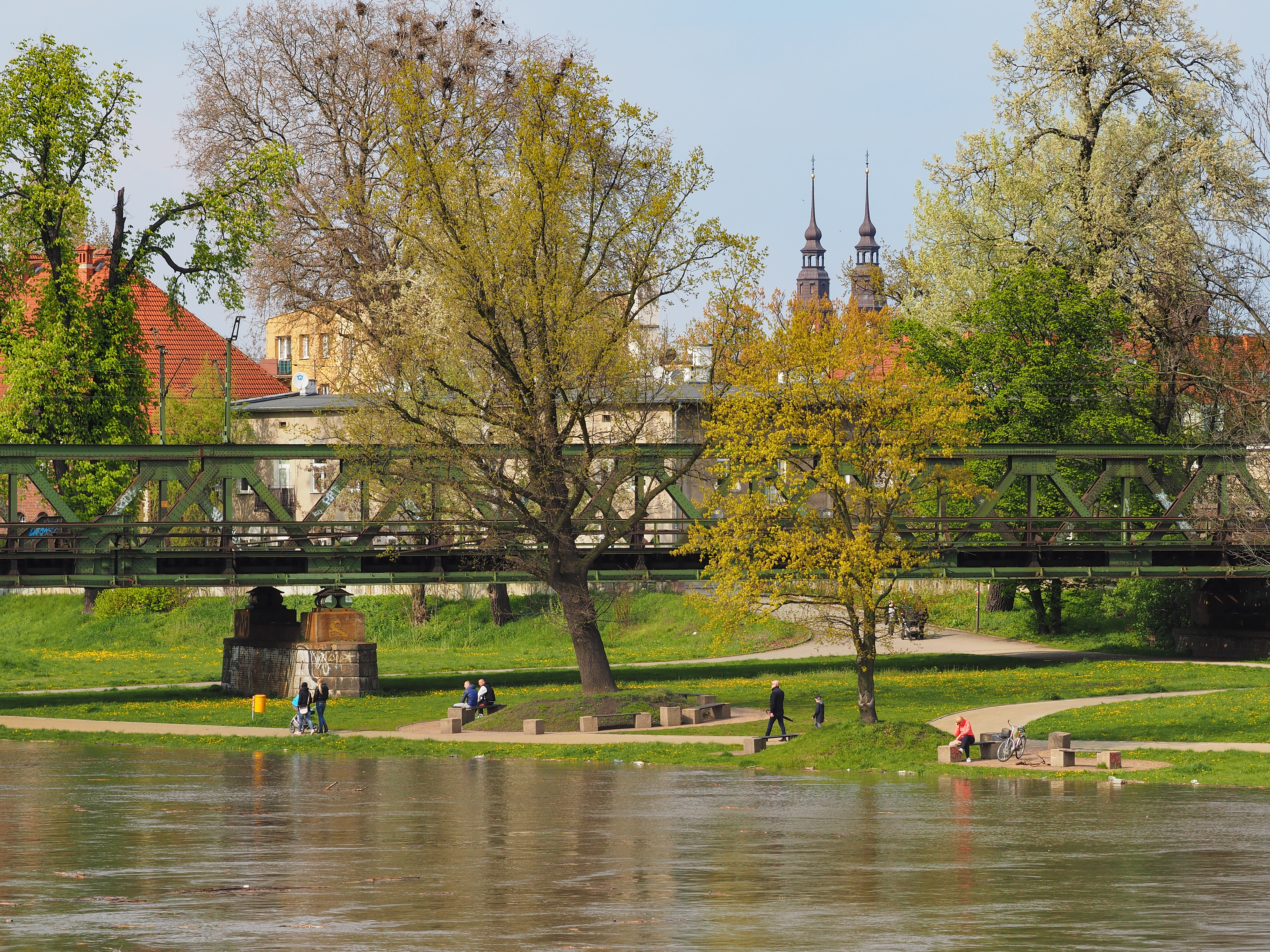
Parc Nadodrzański

## Personnalités
- Casimir Ier d'Opole (1178-1230), Duc d'Opole
- Mieszko II l'Obèse (1220-1246), Duc d'Opole

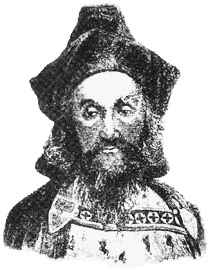
Ladislas II d'Opole

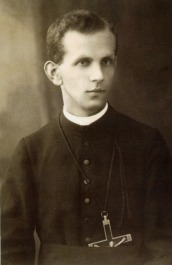
Bienheureux Józef Cebula

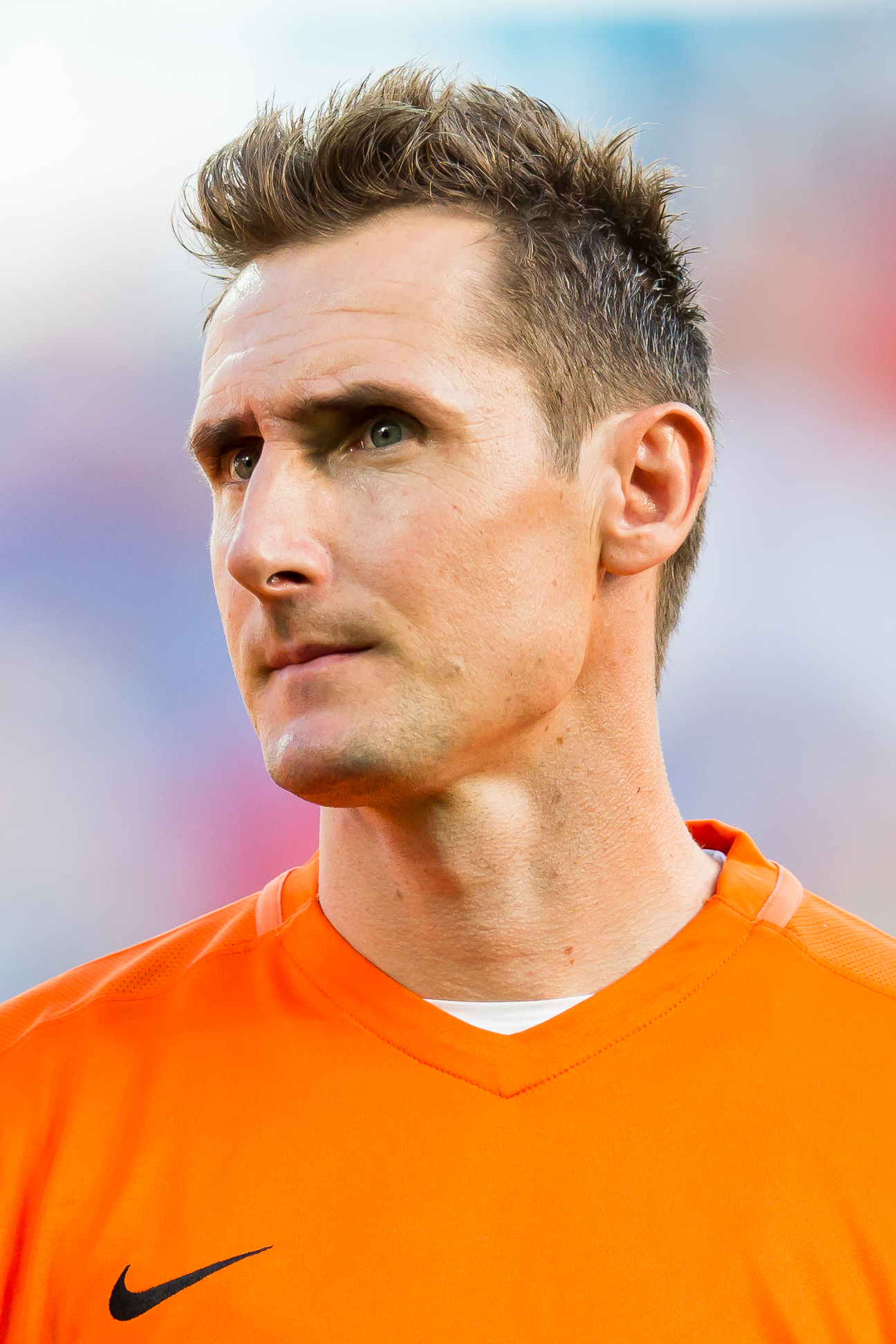
Miroslav Klose

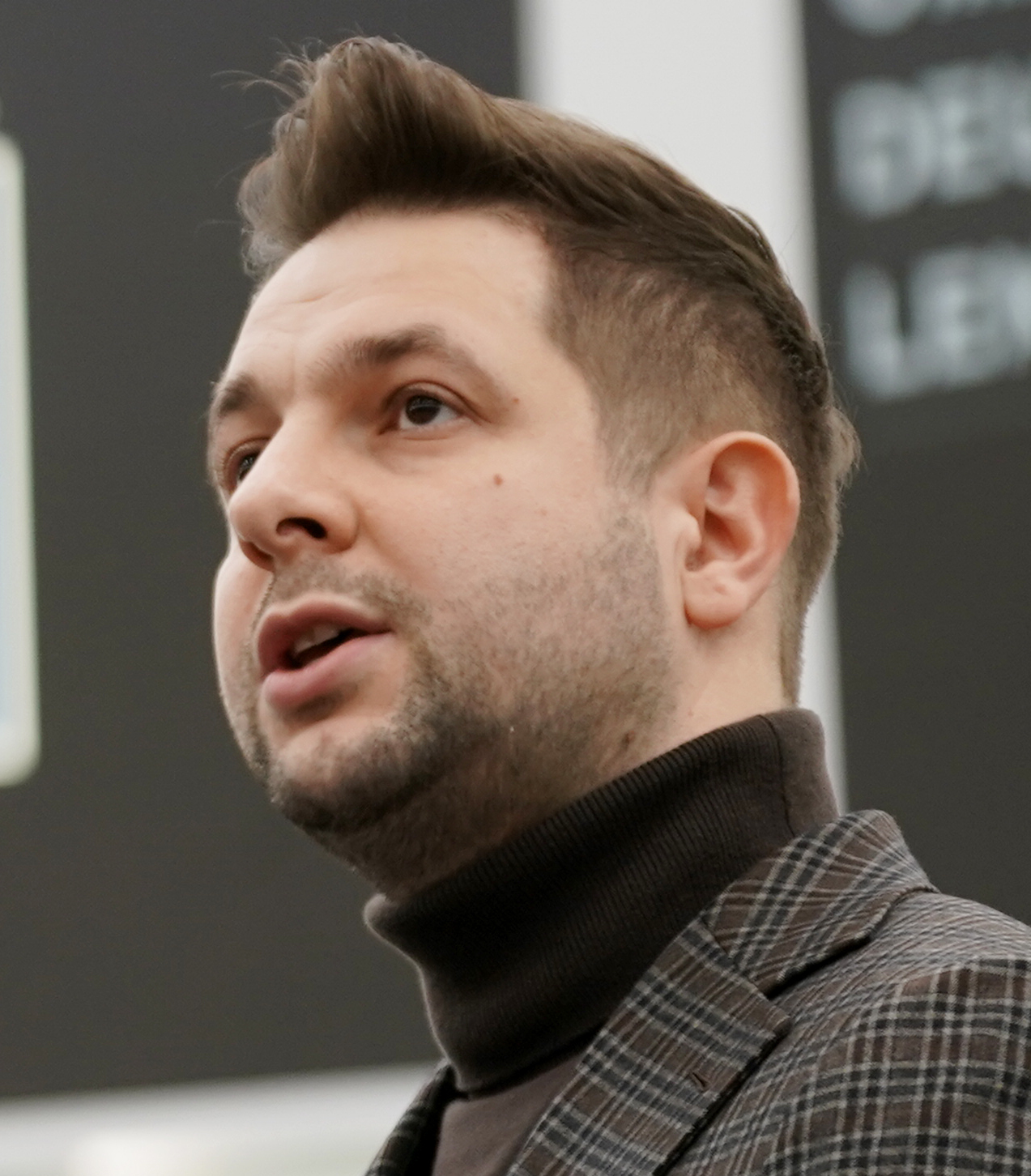
Patryk Jaki

- Ladislas d’Opole (1225-1281), Duc d'Opole
- Euphrosyne d'Opole (1229-1292), Duchesse de Poméranie
- Bolko Ier d'Opole (1254-1313), Duc d'Opole
- Bolko II d'Opole (1300-1356), Duc d'Opole
- Bolko III d'Opole (1330-1382), Duc d'Opole
- Ladislas II d'Opole (1332-1401), Duc d'Opole et Palatin de Hongrie
- Bolko IV d'Opole (1367-1437), Duc d'Opole
- Louis d'Opole (1450-1476), Duc d'Opole
- Jean II d'Opole (1476-1532), Duc d'Opole
- Carl Moritz von Beurmann (1802-1870), homme politique prussien.
- Johann Vesque von Püttlingen (1803-1883), compositeur autrichien de musique romantique.
- Robert Garbe (1847-1932), pionnier du rail allemand.
- Wilhelm Kuhnert (1865-1926), peintre animalier allemand.
- Friedrich Münzer (1868-1942), philologue allemand.
- Walther von Miquel (1869-1945), juriste prussien.
- Paul Hoenscher (1887-1937), homme politique allemand, député du NSDAP.
- Werner von Bercken (1897-1976), général allemand.
- Józef Cebula (1902-1941), prêtre polonais béatifié en 1999.
- Jean Forge (1903-1980), écrivain et cinéaste polonais.
- Hans-Dietrich Ernst (1908-1986), commandant de la Waffen SS à Angers durant l'occupation.
- Bernhard Kempa (1920-2017), handballeur international allemand.
- Hans-Busso von Busse (1930-2009), architecte allemand.
- Beate Mainka-Jellinghaus (1936-), cinéaste allemande.
- Józef Klose (1947-), footballeur polonais.
- Joachim Zeller (1952-2023), personnalité politique allemande.
- Piotr Jabłkowski (1958-), escrimeur polonais, médaillé olympique.
- Wiesław Błach (1962-), judoka polonais, champion d'Europe de judo (1987).
- Marek Czakon (1963-2024), footballeur polonais.
- Grzegorz Schetyna (1963-), homme politique polonais, ancien ministre.
- Adrian Szczepański (1963-), footballeur polonais.
- Joachim Halupczok (1968-1994), coureur cycliste polonais.
- Magdalena de Saint-Jean (1970-), coureuse cycliste française.
- Edyta Górniak (1972-), chanteuse polonaise.
- Miroslav Klose (1978-), footballeur international allemand.
- Jacek Morajko (1981-), coureur cycliste polonais.
- Jakub Ćwiek (1982-), écrivain polonais.
- Patryk Jaki (1985-), homme politique polonais, ancien ministre.
- Przemysław Trytko (1987-), footballeur polonais.

## Jumelages

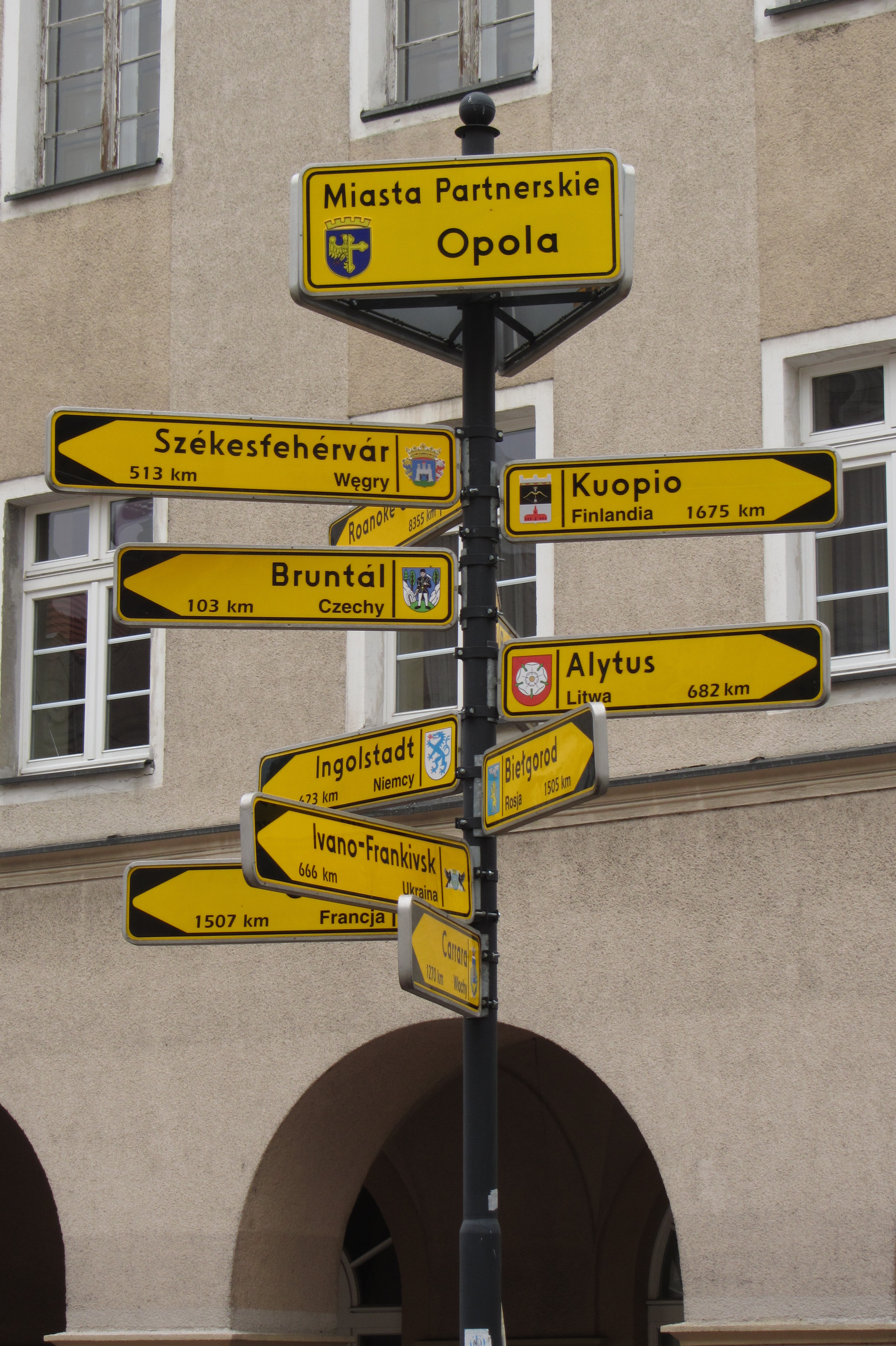
Panneaux directionnels vers les villes jumelées d'Opole

La ville d'Opole est jumelée avec :
- Alytus (Lituanie) depuis 1993
- Belgorod (Russie) depuis 2004
- Bruntál (Tchéquie) depuis 1997
- Carrare (Italie)
- Dijon (France) depuis 2003
- Grasse (France) depuis 1964
- Ingolstadt (Allemagne)
- Ivano-Frankivsk (Ukraine) depuis 2005
- Kuopio (Finlande) depuis 1980
- Mülheim an der Ruhr (Allemagne) depuis 1989
- Potsdam (Allemagne) depuis 1973
- Roanoke (États-Unis) depuis 1993
- Székesfehérvár (Hongrie) depuis 1978